# Bell X-1
Il Bell X-1, inizialmente noto come Bell XS-1, fu un aeroplano sperimentale che l'azienda aeronautica statunitense Bell Aircraft Co. produsse nella seconda metà degli anni quaranta sulla base di specifiche della NACA e con il finanziamento dell'USAAF.
Si trattò del primo velivolo statunitense progettato espressamente per fini di ricerca nel campo delle alte velocità; il programma di cui l'X-1 fu il risultato era finalizzato, in particolare, a esplorare le velocità comprese circa tra Mach 0,75 e Mach 1,25, cioè il cosiddetto regime transonico; non destinato alla produzione in serie, il velivolo venne costruito in sei esemplari (significativamente modificati nel corso della loro carriera di volo) che svolsero un gran numero di voli sperimentali tra il 1946 e il 1958. Il 14 ottobre 1947 un X-1 divenne, ai comandi di Charles "Chuck" Yeager, il primo velivolo pilotato a superare in volo orizzontale la velocità del suono.
L'X-1 fu il capostipite della serie degli aerei X statunitensi e il modo in cui furono gestite le ricerche fu utilizzato anche per tutti i successivi aerei della serie. Le procedure e il personale impiegati nel programma X-1 contribuirono a gettare le basi per il futuro programma spaziale statunitense degli anni sessanta; il programma inoltre definì e rafforzò il coordinamento tra le richieste delle forze armate statunitensi, le capacità industriali e i sistemi di ricerca.

## Storia del progetto

### Antefatto: le prime ricerche sulle velocità transoniche
Benché la possibilità pratica del volo a velocità transoniche si fosse realizzata solo nel corso della seconda metà degli anni trenta, già dall'epoca della prima guerra mondiale si erano manifestate, in particolari circostanze, quelle anomalie aerodinamiche che, per l'appunto, caratterizzano il volo a velocità prossime a quella del suono: le eliche dei biplani, le cui estremità potevano toccare velocità di circa Mach 0,75 e, quindi, accelerare il flusso d'aria oltre Mach 1, incorrevano in drastici cali di efficienza (con aumento della resistenza e riduzione della portanza) dovuti alla formazione di onde d'urto e alla separazione di flussi di aria turbolenta dalla loro superficie; a problemi analoghi andarono incontro anche le ali degli aeroplani quando, specialmente nel corso della seconda guerra mondiale, essi cominciarono a essere in grado di raggiungere velocità di circa Mach 0,7.
Le basi teoriche dell'aerodinamica moderna videro la luce in Germania nei primi tre decenni del ventesimo secolo. Sotto la guida di Ludwig Prandtl presso l'Aerodynamische Versuchsanstalt (in italiano Laboratorio di Ricerca Aerodinamica), venne formata una generazione di scienziati che aprirono la strada agli studi sistematici delle alte velocità. Verso la fine degli anni trenta il Ministero dell'Aria del Reich promosse un programma quinquennale sull'aerodinamica delle alte velocità applicata a velivoli a reazione, caccia e bombardieri a lungo raggio, con il sovvenzionamento di grandi gallerie del vento transoniche e supersoniche. Al termine della seconda guerra mondiale alcune di queste vennero smantellate e ricostruite in Francia e negli Stati Uniti, che si avvantaggiarono anche delle competenze e dei risultati ottenuti fino ad allora dagli scienziati tedeschi.
In Italia, fino all'armistizio dell'8 settembre 1943, furono condotti presso la Direzione Superiore Studi ed Esperienze di Guidonia esperimenti e studi sulle onde d'urto nella galleria del vento "Ultrasonora" sotto la direzione di Antonio Ferri. Vennero raccolti sperimentalmente numerosi dati sulle prestazioni di profili a velocità transoniche (fino a Mach 0,94) mai raggiunte prima.
Le ricerche condotte negli Stati Uniti da Frank W. Caldwell e Elisha Fales prima e da Lyman J. Briggs, Hugh L. Dryden e G. F. Hull poi approfondirono la conoscenza dei fenomeni di compressibilità legati alle velocità transoniche; vennero studiati i problemi di aumento della resistenza e di diminuzione della portanza legati alla formazione di onde d'urto e alla separazione della vena fluida dalle superfici alari, e si scoprì che tali effetti negativi venivano minimizzati dall'impiego di profili alari sottili e simmetrici. Tuttavia, contemporaneamente, la comunità aeronautica mondiale sviluppò l'opinione che, a causa della riduzione dell'efficienza dei velivoli al loro approssimarsi a Mach 1, la velocità del suono costituisse un limite insuperabile all'aumento delle prestazioni degli aeroplani; si cominciò così a parlare di "barriera del suono".

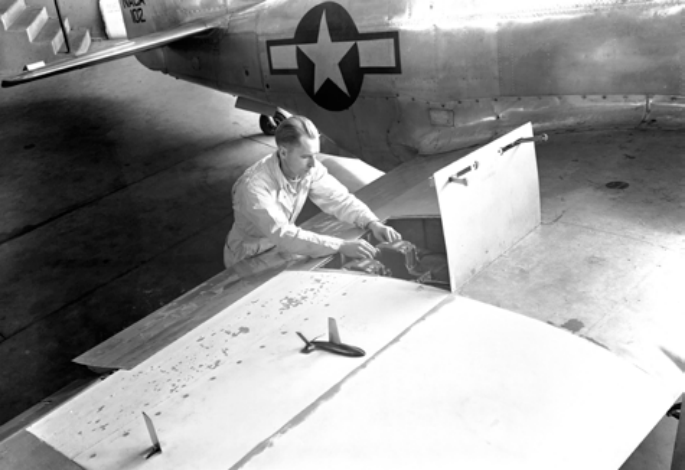
Un caccia North American P-51D Mustang della NACA modificato per la ricerca transonica: un modellino con la forma di un Bell XS-1 con i piani orizzontali di coda a freccia veniva fissato a metà dell'apertura alare del caccia e, collegato a strumenti contenuti in quello che normalmente sarebbe stato il vano per l'armamento, era immerso in un flusso d'aria accelerato fino a oltre Mach 1 durante il volo.

Mentre da un lato diveniva necessario sviluppare una teoria accurata per descrivere l'aerodinamica delle velocità transoniche e costruire strumenti adatti ad effettuare le opportune osservazioni sperimentali, dall'altro si riscontravano gravi difficoltà nel portare avanti esperimenti in galleria del vento con flussi d'aria a velocità di circa Mach 1: la formazione di onde d'urto in prossimità del modello del velivolo e dei suoi supporti, che poi si riflettevano caoticamente sulle pareti della galleria, rendeva impossibile effettuare misurazioni accurate tra Mach 0,75 e Mach 1,25. Già a partire dal 1933 John Stack, un ingegnere della NACA (National Advisory Committee for Aeronautics, l'autorità statunitense per le ricerche in campo aeronautico), aveva iniziato a progettare un avveniristico monoplano a sbalzo che avrebbe dovuto effettuare alcuni esperimenti direttamente in volo a velocità di 800–850 km/h, ma che non ebbe seguito pratico; nel corso della seconda guerra mondiale poi si erano verificati numerosi incidenti dovuti a perdite di controllo causate dagli effetti della compressibilità sugli organi di governo degli aeroplani nel corso di picchiate ad alta velocità; a partire dal 1940, la stessa NACA avviò una serie di prudenti test in cui aeroplani militari opportunamente modificati con le necessarie strumentazioni, come un Brewster XF2A-2 Buffalo, venivano lanciati a velocità prossime al loro limite strutturale; esperimenti simili vennero portati avanti anche nel Regno Unito e in Germania.
Quando, sempre nel corso della guerra, in Europa si resero disponibili i primi propulsori a getto la possibilità di realizzare aeroplani capaci di velocità di quasi 900 km/h divenne concreta; il problema di esplorare le velocità transoniche si fece allora più urgente. La NACA, come altri gruppi di ricerca, sviluppò diverse possibili soluzioni provvisorie per indagare il comportamento delle superfici aerodinamiche intorno a Mach 1: oggetti forniti di strumentazione e lasciati cadere da bombardieri in volo ad alte quote, modellini a razzo, piccoli simulacri (pure dotati di complesse strumentazioni) fissati a supporti collegati alle ali di caccia North American P-51 Mustang in modo da essere immersi nel flusso d'aria accelerato a velocità vicine a quella del suono. Quest'ultimo tipo di esperienza aiutò i tecnici a progettare un tipo di esperimento migliorato per la galleria del vento, ma comunque i risultati furono solo parzialmente soddisfacenti: le prove a terra erano meno efficaci di quelle svolte in volo, le quali d'altro canto erano piuttosto rischiose e necessariamente molto brevi.
Il programma XS-1 fu, insieme alle prime efficienti gallerie del vento transoniche, il risultato di queste esigenze e di questi primi esperimenti. Dopo che nel 1943 britannici e tedeschi ebbero avviato a loro volta programmi sperimentali intesi a sondare le velocità transoniche (rispettivamente con il Miles M.52, cancellato nel 1946, e con il DFS 346, realizzato e sperimentato dopo la guerra dai sovietici), nel 1944 anche l'équipe statunitense del Jet Propulsion Laboratory del Caltech, diretta da Theodore von Kármán, diede una spinta significativa alle ricerche che ambivano ad abbattere la cosiddetta "barriera del suono".

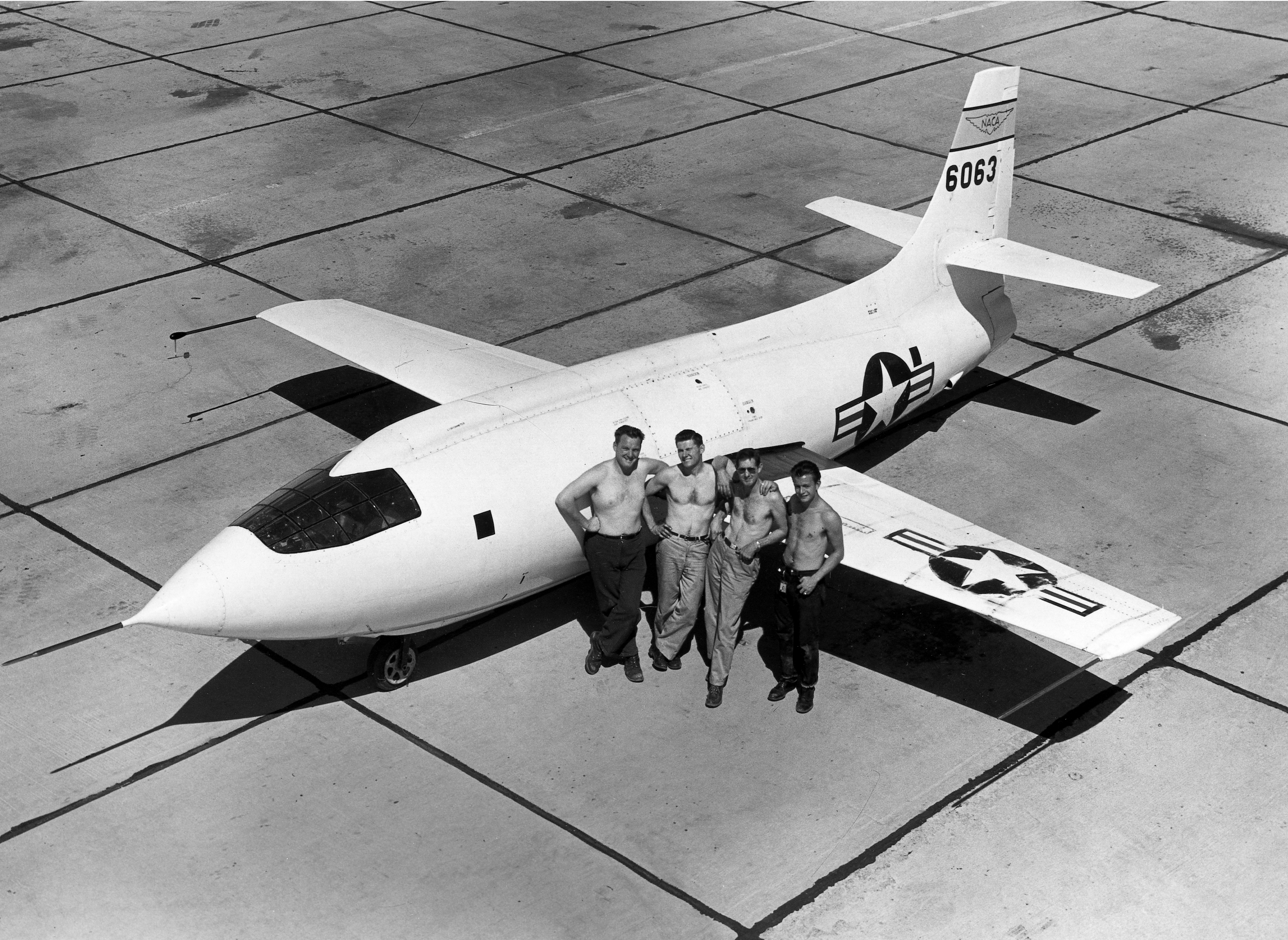
Il secondo X-1 presso la NACA High-Speed Flight Research Station (EAFB) nel 1949.

### Il programma XS-1
Nel 1944, in seguito a una serie di incontri tra alcuni enti militari, industriali e di ricerca degli Stati Uniti, emerse un programma congiunto in cui la componente aerea dell'esercito (United States Army Air Forces – USAAF) e della marina (United States Navy) avrebbero dovuto finanziare e collaborare a un progetto di sviluppo di velivoli ad alta velocità sotto la direzione tecnica della NACA.
L'esercito, che già dal 1944 mirava ad ottenere nel più breve tempo possibile un velivolo capace di superare la velocità del suono, puntò sul motore a razzo come forma di propulsione prescelta; la marina (appoggiata, in questa visione, dalla stessa NACA) prediligeva invece il motore a turbogetto, che avrebbe consentito di volare a velocità più contenute ma per periodi notevolmente più prolungati (e che inoltre avrebbe dato origine a velivoli più facili da adattare all'impiego pratico). Fu così che nacquero i due progetti complementari noti, l'uno, come XS-1 (da eXperimental Supersonic) e, l'altro, come D-558 (dal quale avrebbero avuto origine i Douglas D-558-1 Skystreak e D-558-2 Skyrocket).
Nel corso dell'estate del 1944 lo High-Speed Panel (la sezione della NACA competente nelle sperimentazioni legate all'alta velocità) e il Materiel Command (il comando logistico delle Army Air Forces) discussero il progetto del nuovo velivolo. In seguito a una richiesta di proposte da parte dell'USAAF, il 30 novembre 1944 la Bell Aircraft Co. si offrì di costruire l'aeroplano, secondo un progetto (MCD-524) che prevedeva procedure di decollo convenzionali ed era predisposto per condurre i test di velocità in volo orizzontale; l'USAAF, comunque, tenne aperta anche la proposta della McDonnell Aircraft (MCD-520), che invece prevedeva che i test venissero svolti durante voli in picchiata e che il velivolo venisse lanciato in volo da un aereo-madre.
Durante un incontro tra l'USAAF e la NACA che si tenne a Wright Field nel dicembre 1944 Stack mise in evidenza la pericolosità del fatto di effettuare i test ad alta velocità in picchiata, aggiungendo che il lancio in volo era potenzialmente problematico e incompatibile con le successive esigenze di adattare i velivoli a un impiego pratico. Osservò anche che il motore a razzo era più pericoloso e inaffidabile di quello a turbogetto, ma su questo punto l'USAAF fu irremovibile. Gli aerei con motore a razzo, infatti, non dovevano affrontare i gravi problemi di messa a punto delle prese d'aria operanti ad alta velocità, questione completamente ignorata dalle conoscenze di aerodinamica dell'epoca. Gli aerei a razzo sembravano fornire più possibilità di ottenere rapidi progressi negli studi, pure tenendo conto della impossibilità per questi prototipi di decollare con i propri mezzi a causa del consumo enorme di combustibile. La proposta della Bell, che prevedeva aerei sganciati in quota da bombardieri Boeing B-29 opportunamente modificati, fu dunque quella che venne scelta per essere ulteriormente sviluppata.
Venne scelta l'ala dritta perché tale era la configurazione di tutti i velivoli in servizio all'epoca. Si stabilì che l'aereo dovesse essere in grado di volare per dieci minuti, che i test sarebbero avvenuti in volo orizzontale o in cabrata e che il pilota avrebbe dovuto essere seduto nell'abitacolo, e non sdraiato in posizione prona. Si decise infine che l'aereo avrebbe dovuto essere pronto nel giro di un anno dall'assegnazione del contratto.
Tra il 15 e il 17 marzo 1945 la Bell presentò i dettagli del suo progetto all'USAAF e alla NACA. La prima espresse dei dubbi sulla proposta, ma il rappresentante della NACA John V. Becker sostenne che l'aereo corrispondeva alle richieste dell'agenzia e che sarebbe stato in grado di raggiungere velocità transoniche; l'USAAF allora accettò di acquistare il velivolo.
Il contratto (W-33-038-ac-9183) per costruire un aeroplano transonico fu firmato dalla Bell e dall'Army Air Forces Technical Service Command dell'USAAF il 16 marzo 1945. La Bell fu incaricata di costruire tre velivoli (con le matricole 46-062 per il primo, 46-063 per il secondo e 46-064 per il terzo) per un costo complessivo stimato in 4 278 537 $. Il programma, indicato inizialmente come MX-524, venne poi designato MX-653; cambiò nuovamente denominazione nell'autunno 1945, divenendo noto come XS-1, e conservò questo nome fino a quando, in seguito all'aggiornamento delle designazioni interne all'USAF del 1948, esso venne identificato semplicemente come X-1. Il programma fu classificato come confidential e i dati ottenuti durante le missioni di volo vennero tenuti coperti dal segreto.
L'XS-1 fu il primo aeroplano statunitense costruito esclusivamente ad uso sperimentale per la ricerca nel campo delle alte velocità e non fu mai considerata una sua produzione di serie.

## Tecnica

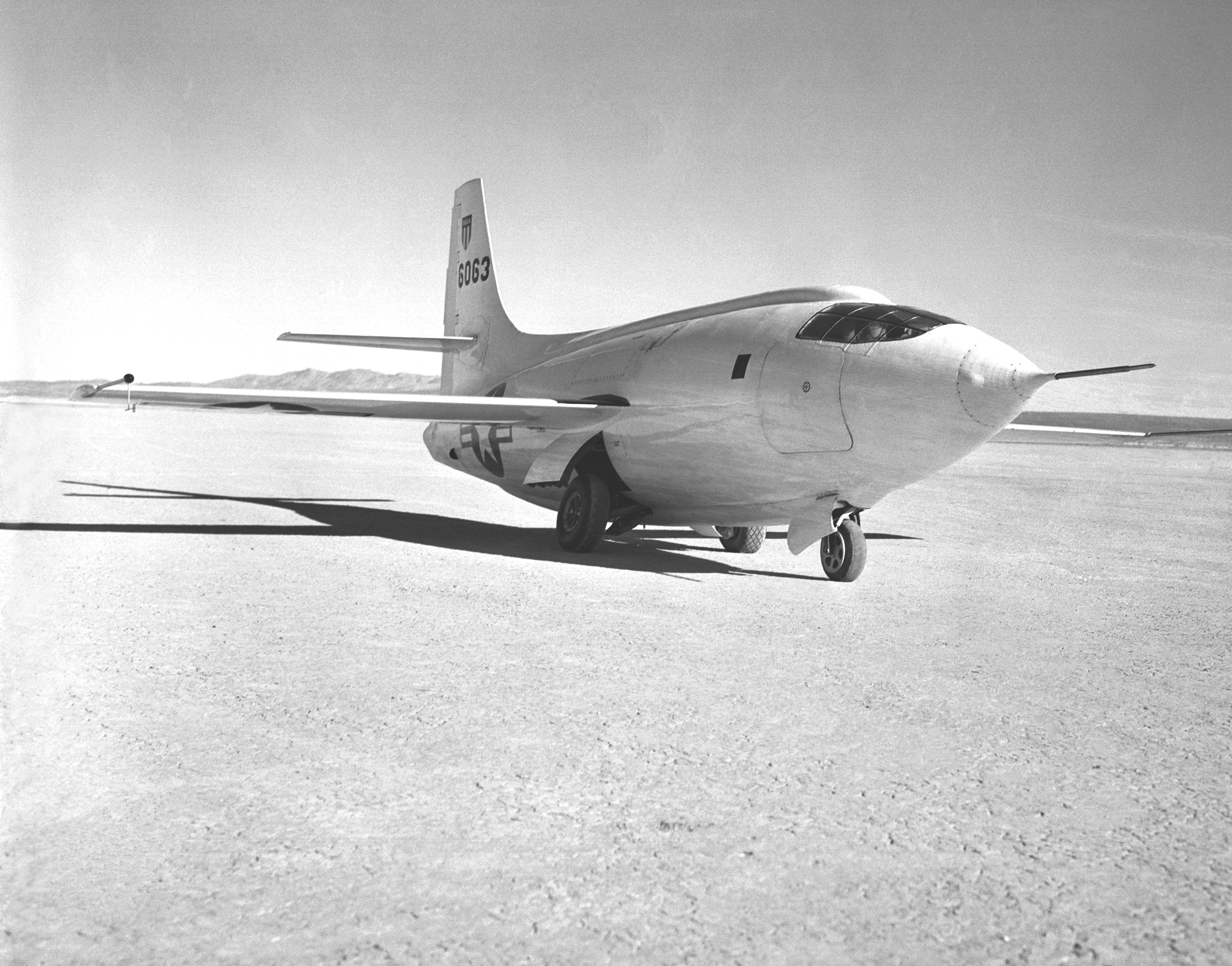
Vista frontale del secondo Bell X-1; si noti l'abitacolo "a filo" della fusoliera con il parabrezza che non interrompe la linea affusolata della cellula.

L'aereo che la Bell sviluppò era un monoplano monoposto ad ala media con impennaggi cruciformi dalla configurazione tradizionale; caratterizzato dalla linea particolarmente affusolata, era dotato di un carrello d'atterraggio ma era predisposto anche per il lancio in volo da un aereo-madre.
Nella sua progettazione ebbero un'importanza fondamentale tanto le specifiche iniziali della NACA quanto le raccomandazioni che essa stessa fornì successivamente, anche in seguito alle prime esperienze di volo; tra i principali input che l'agenzia diede al progetto dell'X-1 ci furono i seguenti: che l'aereo fosse in grado di sopportare sollecitazioni strutturali fino a un fattore di carico di 18 g (laddove i caccia contemporanei avevano come limite valori intorno ai 12 g); che le sue ali avessero un profilo particolarmente sottile, così da risentire il meno possibile delle onde d'urto che si sarebbero formate durante il volo a velocità transoniche; che lo stabilizzatore avesse uno spessore del 2% inferiore a quello dell'ala, per evitare che il sovrapporsi delle rispettive onde d'urto generasse interferenze pericolose, e che fosse collocato poco al di sopra di essa, sempre per minimizzare l'interferenza legata alla scia turbolenta dell'ala; e che infine, a un certo punto delle prove di volo, al fine di assicurare la controllabilità del velivolo nonostante le onde d'urto, lo stesso stabilizzatore (e non più solamente l'equilibratore ad esso incernierato) fosse reso mobile. Le scelte compiute in termini di solidità della struttura e capacità dei serbatoi, unite alla dimensione progettata per le ali, portarono ad avere un carico alare di 490 chilogrammi per metro quadro, un valore più che doppio rispetto a quello degli aerei più evoluti dell'epoca. Il grande consumo di combustibile nel corso del volo, però, riportava il carico alare a valori più contenuti, rendendo meno problematico l'atterraggio.

### Cellula
L'X-1 aveva struttura del tipo a semimonoscocca (cioè basata su ordinate trasversali e correntini longitudinali il cui rivestimento, lavorante, assorbiva parte dei carichi strutturali) realizzata con l'impiego di leghe leggere in alluminio. Progettato su dati forniti dalla NACA, esso era sostanzialmente un proiettile con le ali: riprendeva infatti nella linea aerodinamica la forma esteriore del proiettile calibro .50 in, uno dei pochi oggetti dell'epoca noti per avere una traiettoria stabile anche a velocità supersonica.
La forma a proiettile, praticamente priva di sporgenze, era resa possibile dal posizionamento della cabina di pilotaggio completamente all'interno della fusoliera: la finestratura era realizzata "a filo" della fusoliera stessa, offrendo così una ridotta visibilità sia frontale che laterale. Il pilota accedeva alla cellula tramite un piccolo portello ricavato nel lato destro del muso del velivolo. Per ridurre ulteriormente i pesi, ed anche per i dubbi sulla sua effettiva utilità in caso di utilizzo ad alta velocità, l'aereo non fu dotato di un seggiolino eiettabile (che sarebbe stato invece installato nella versione X-1E).
La struttura era estremamente robusta: la caratteristica prudenza della NACA aveva portato alla formulazione di una specifica che richiedeva una capacità di resistere ad accelerazioni di 18 g; tale margine di tolleranza, giustificato dalla scarsa conoscenza dell'entità delle sollecitazioni a cui un velivolo avrebbe potuto dover far fronte in volo a Mach 1 e dal fatto che all'epoca non erano disponibili sistemi computerizzati per la progettazione o per la simulazione del volo, si rivelò in seguito sovradimensionato.
All'estremità posteriore erano disposti i piani di coda, di tipo cruciforme.
Il carrello d'atterraggio era di tipo triciclo anteriore, con i tre elementi retrattili alloggiati nella fusoliera e caratterizzati dall'impiego di una singola ruota e da gambe di forza di dimensioni contenute.

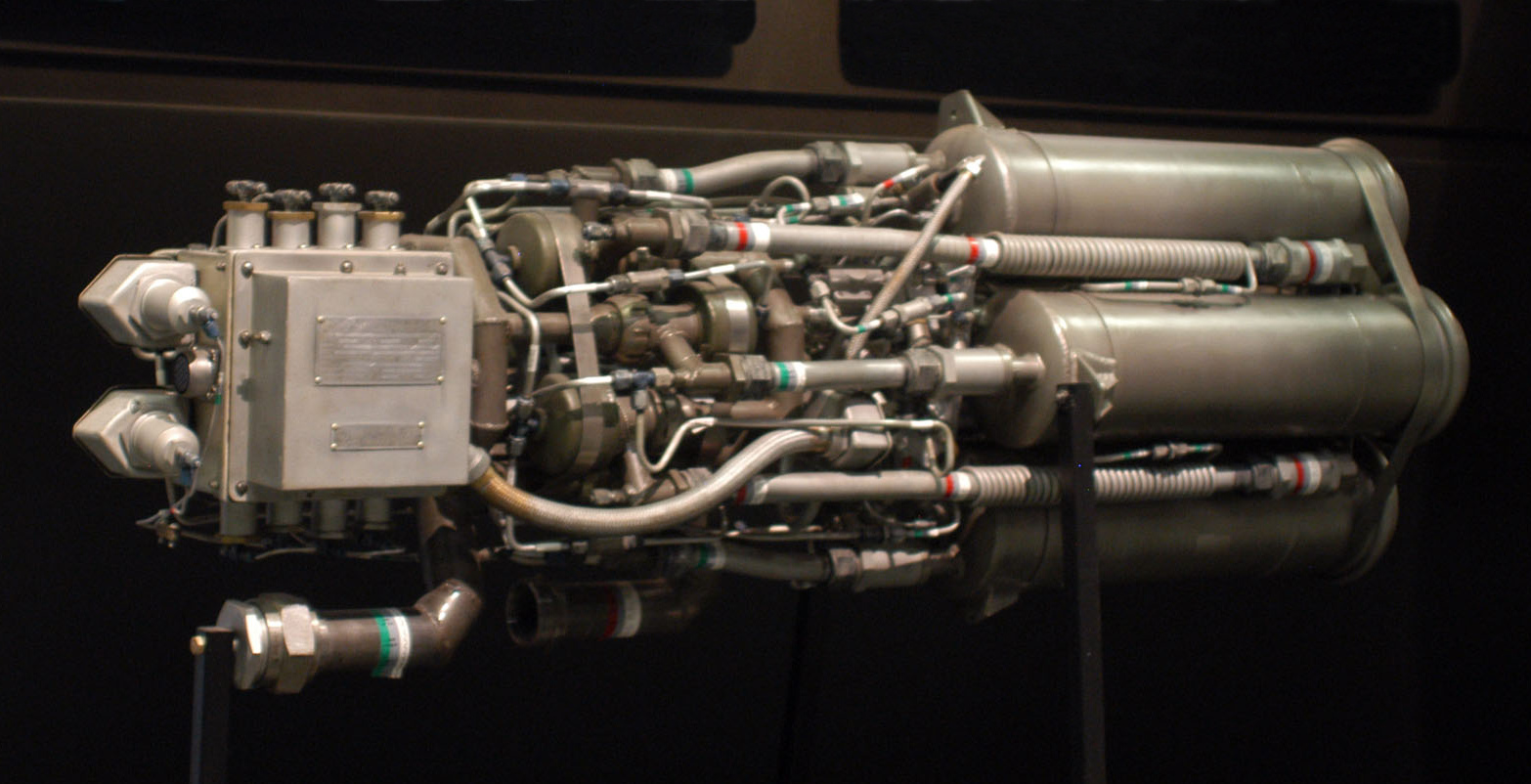
Un motore Reaction Motors XLR-11 conservato presso il National Museum of the United States Air Force.

### Motore
Il sistema propulsivo era costituito dal motore a razzo XLR-11 prodotto dalla Reaction Motors, una delle prime compagnie a costruire endoreattori a propellente liquido negli Stati Uniti. Una miscela di alcol etilico ed acqua veniva fatta reagire con ossigeno liquido generando una spinta di 6 672 N (1 500 lbf) per ognuna delle quattro camere di combustione, che potevano essere attivate indipendentemente l'una dalle altre. La spinta totale massima era quindi di 26 689 N (6 000 lbf). Nel progetto originale, il combustibile e l'ossigeno venivano immessi in pressione nelle camere di combustione mediante turbopompe a vapore. Questa soluzione tecnica venne però adottata solo dal secondo modello, l'X-1A, mentre per i primi esemplari di X-1 i serbatoi del combustibile e dell'ossigeno erano pressurizzati con azoto. Le turbopompe, necessarie ad aumentare la pressione in camera di combustione e conseguentemente la spinta mantenendo bassi i pesi, erano costruite da Robert Goddard, che aveva anche vinto una commessa della U.S. Navy per la fornitura di razzi ausiliari per il decollo (RATO).

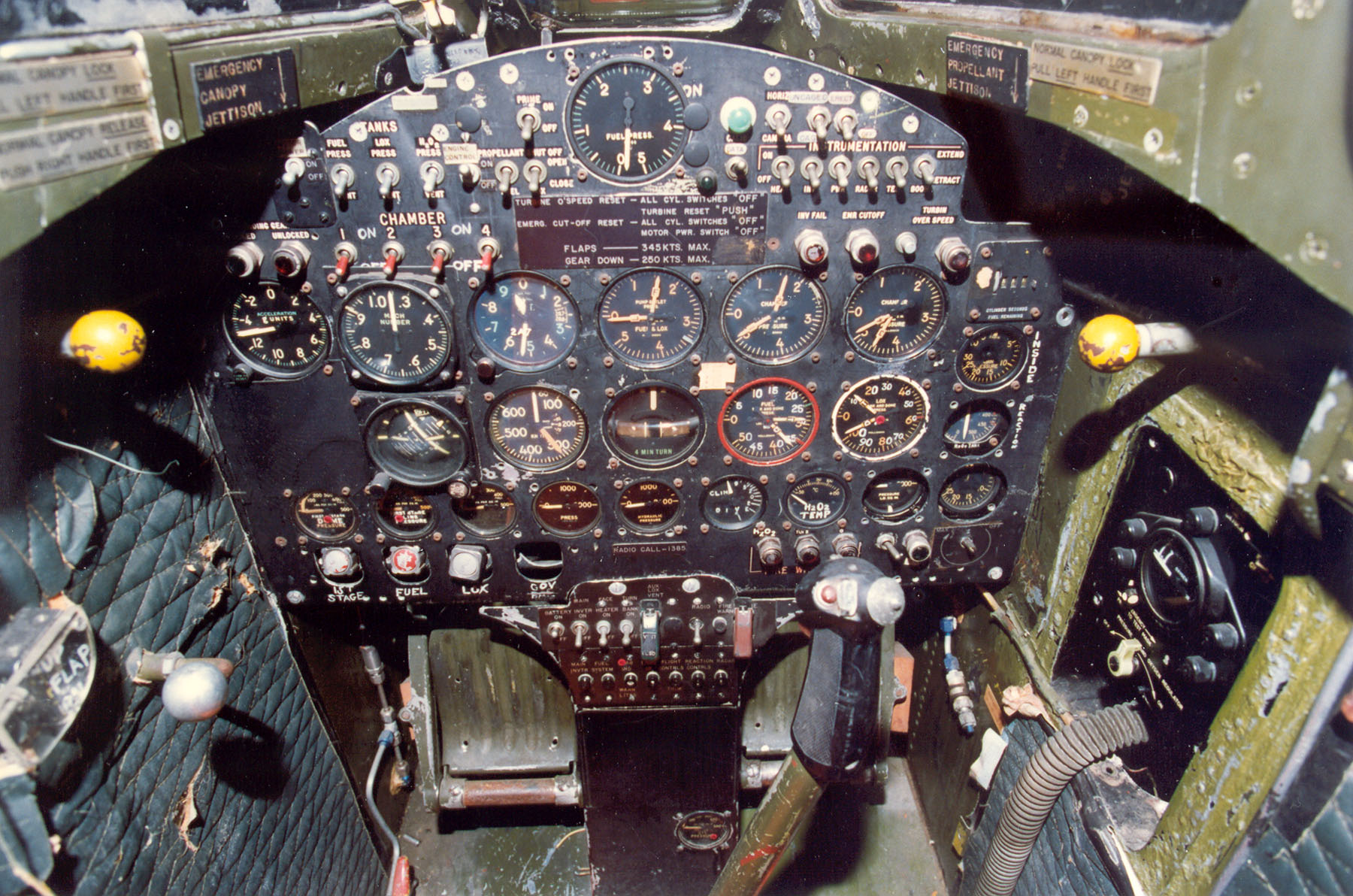
Il pannello strumenti collocato nell'abitacolo del Bell X-1B; il volantino ad "H" venne sostituito da una normale barra di comando sugli X-1 della seconda generazione.

### Sistemi ed impianti
Il serbatoio per l'ossigeno liquido che l'endoreattore utilizzava in funzione di comburente, della capacità di pari a 1 177 l (311 US gal) sugli X-1 numero 1 e numero 2; 1 654 l (437 US gal) sull'X-1 numero 3, era disposto alle spalle del pilota. Poiché esso doveva essere mantenuto a una temperatura di -182,7 °C ed era collocato immediatamente dietro l'abitacolo, il pilota Chuck Yeager definì l'X-1 «il velivolo più freddo che abbia mai pilotato in vita mia».
Nella sezione posteriore era alloggiato il serbatoio per il combustibile contenente, in questo caso, 1 109 l (293 US gal) sugli X-1 numero 1 e numero 2; 1 866 l (493 US gal) sull'X-1 numero 3, di una miscela di etanolo ed acqua.
Gli X-1 numero 1 e numero 2 impiegavano un sistema pressurizzato ad azoto per convogliare l'alcol diluito e l'ossigeno liquido nelle camere di combustione del motore; l'ingombro e il peso delle dodici bombole, contenenti in totale 0,50 m³ (17,5 cu ft) di azoto, limitavano considerevolmente la quantità di combustibile e comburente che l'aereo era in grado di trasportare; anziché i 3 701 kg (8 160 lbs) inizialmente previsti, la capacità dovette essere ridotta a 2 122 kg (4 680 lbs), con il risultato che l'autonomia dell'aereo si ridusse ad appena 2 min e 30 s; questo a sua volta significò l'impossibilità di far raggiungere ai primi X-1 la quota adatta agli esperimenti ad alta velocità decollando autonomamente dal suolo, cosicché si rese necessario implementare un sistema per lanciarli da un velivolo-madre.

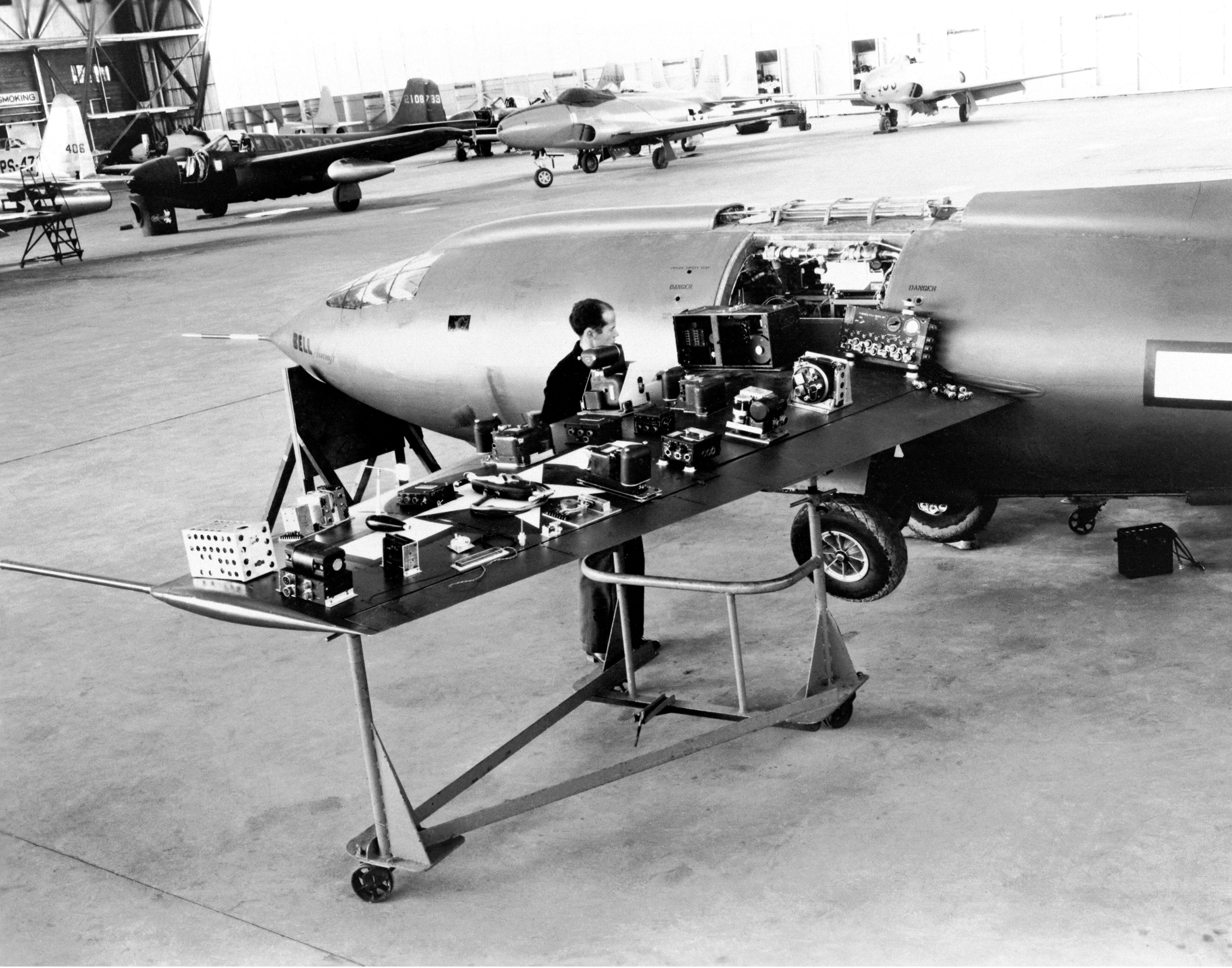
Parte della strumentazione imbarcata sull'X-1.

Il pilota alloggiava seduto in un abitacolo piuttosto angusto, la cui visibilità era resa assai scarsa dal fatto che il parabrezza non sporgeva dalla fusoliera. A sua disposizione egli aveva una strumentazione convenzionale, alla quale si aggiungevano un machmetro, un interruttore per la regolazione del calettamento dello stabilizzatore e i controlli del motore a razzo. In luogo della convenzionale barra di comando, il pilota aveva a sua disposizione un volantino a forma di "H" che gli consentiva di usare entrambe le mani per pilotare nei turbolenti regimi transonici. La cabina era pressurizzata fino a un massimo di 2 109 kg/m² (3 lbs/sq in, pari a circa 0,2 atm) grazie ad azoto sotto pressione.
L'ampia strumentazione per la registrazione dei dati era ospitata nella sezione centrale della fusoliera, al di sopra dell'ala.

### Superfici alari
L'X-1 era provvisto di ala dritta, caratterizzata da un valore dello spessore percentuale (dato dal rapporto tra la misura massima dello spessore di un profilo dell'ala e la lunghezza della corda corrispondente) estremamente basso.
In sede progettuale, tale valore avrebbe dovuto essere pari al 12% (nei velivoli convenzionali risultava allora generalmente compreso tra il 15 ed il 18%). Tuttavia, al fine di minimizzare le problematiche relative alla stabilità ed al controllo del velivolo, i ricercatori della NACA avanzarono la proposta per l'utilizzo di un profilo alare il cui spessore fosse pari al 10% della corda. A loro volta i tecnici della Bell ritennero possibile (seppur di complessa realizzazione pratica) un ulteriore assottigliamento dell'ala, fino a raggiungere l'8% della misura della rispettiva corda. Nel contratto definitivo relativo all'X-1 numero 1 si optò per la soluzione con lo spessore inferiore e tale valore fu ridotto fino al 6% nei piani orizzontali di coda; l'X-1 numero 2 invece ebbe l'ala e il piano di coda più spessi, con uno spessore relativo rispettivamente del 10 e dell'8%, con il risultato che la velocità massima del secondo velivolo fu sempre inferiore a quella del primo.
I piani orizzontali di coda furono inoltre oggetto di una radicale opera di aggiustamento dopo le prime prove in volo: dal momento che oltre la velocità di Mach 0,94 la formazione di onde d'urto in prossimità degli impennaggi rendeva completamente inefficaci gli equilibratori (e rendeva quindi impossibile il controllo del beccheggio) la NACA decise di impiegare una soluzione precedentemente sperimentata sul britannico Miles M.52 e già testata dalla NACA stessa sul prototipo Curtiss XP-42; il tradizionale complesso con uno stabilizzatore fisso e un equilibratore mobile ad esso incernierato fu sostituito da un sistema in cui era mobile anche lo stabilizzatore stesso: in tal modo, a velocità subsoniche, il beccheggio era regolato come di consueto dal movimento dell'equilibratore in risposta all'azione del pilota sul suo volantino; mentre, a velocità transoniche, le manovre di cabrata e picchiata erano affidate all'azione dello stabilizzatore, mosso tra angoli di calettamento di 5° verso l'alto e 10° verso il basso da una vite senza fine a sua volta azionata da un attuatore pneumatico in risposta all'intervento del pilota su un interruttore; il passaggio dall'una all'altra estremità della corsa richiedeva, in versioni successive dell'impianto, da 5 a 15 s. Tale soluzione con piani orizzontali interamente mobili, rivelatasi particolarmente indovinata, venne presto trasferita ai velivoli prodotti in serie, ai quali garantì vantaggi considerevoli: in particolare la sua applicazione alle più recenti versioni del caccia North American F-86 Sabre (e della sua variante navalizzata Fury) contribuì ampiamente a garantirne la supremazia sul sovietico MiG-15 nel corso della guerra di Corea.

## Impiego operativo

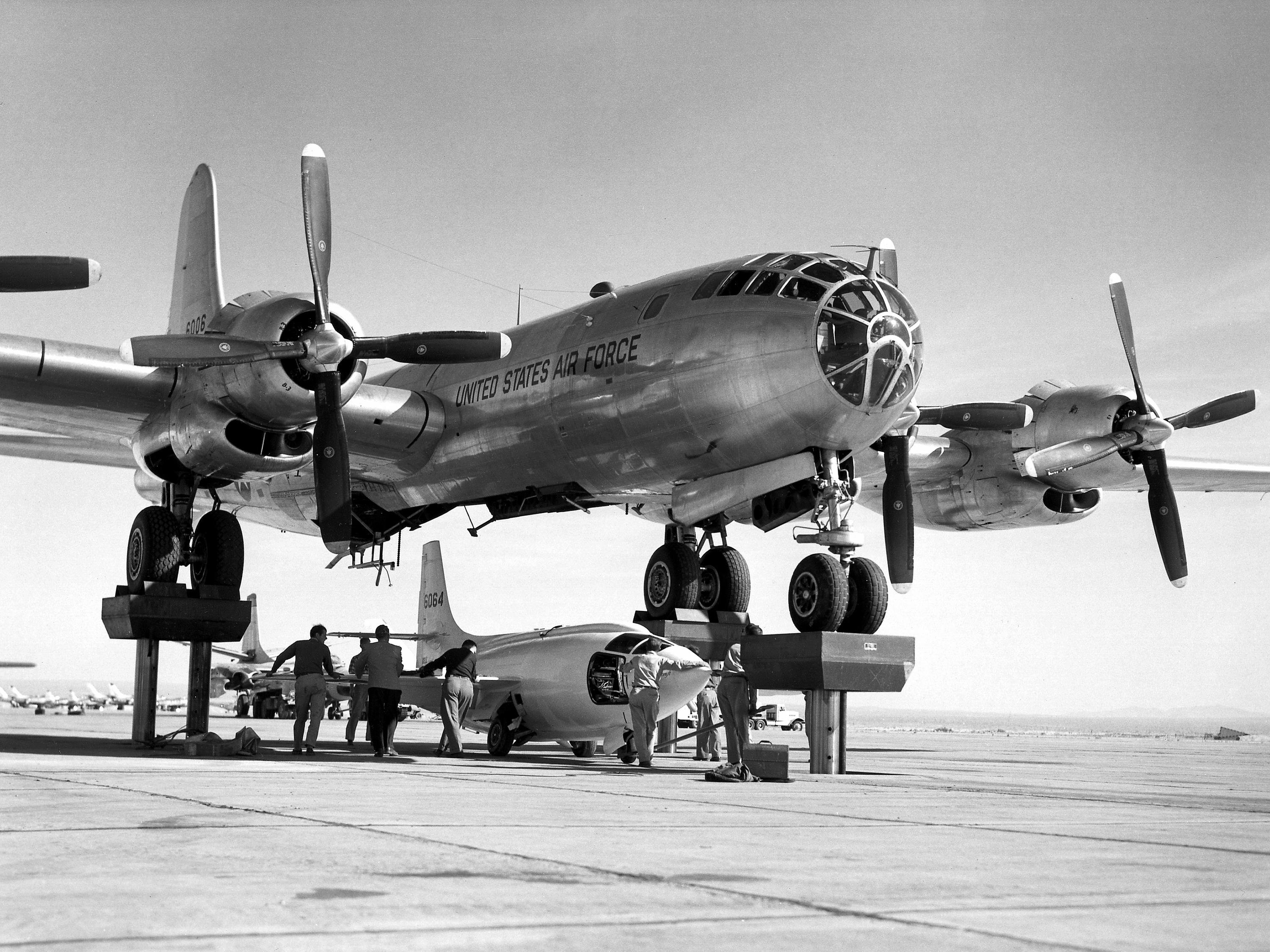
L'aereo-madre Boeing EB-50A matricola 46-006 viene calato sopra il Bell X-1 numero 3 grazie a dei martinetti idraulici, affinché il velivolo sperimentale possa essere fissato nella stiva del bombardiere; l'aereo, che non decollava autonomamente, veniva sganciato a quote di 6-7 000 m.

### La prima generazione di X-1
Il primo dei tre X-1 della versione base che vennero costruiti compì i suoi primi dieci voli presso il Pinecastle Army Air Field (non lontano da Orlando, Florida) tra il 25 gennaio e il 6 marzo 1946; il primo volo, ai comandi del pilota collaudatore della Bell Jack Woolams, era avvenuto senza motore; l'aereo in effetti avrebbe continuato a volare come un aliante, planando dalla quota di circa 7 620 m (25 000 ft) dopo averla raggiunta caricato nella pancia di un bombardiere Boeing B-29 (o, in alcuni casi, B-50), fino al dicembre 1946. Questi primi esperimenti a motore spento, svolti sotto la supervisione di Stan Smith della Bell e di Walter C. Williams e Joel R. Baker della NACA servirono a testare le caratteristiche dell'X-1 in termini di manovrabilità e navigabilità generale; venne inoltre verificata l'efficienza del sistema di lancio dall'aereo-madre, così come la funzionalità delle tecniche per la raccolta dei dati di volo.
L'X-1 numero 1 venne mostrato per la prima volta al pubblico a Wright Field (vicino a Riverside, Ohio) il 17 maggio 1946, in occasione di una manifestazione a porte aperte.
Il primo volo a motore, effettuato dal secondo X-1, avvenne il 9 dicembre 1946 ai comandi del pilota collaudatore della Bell Chalmers H. "Slick" Goodlin. Nel frattempo, a partire dal marzo 1946, a causa delle condizioni meteorologiche spesso sfavorevoli riscontrate in Florida, il sito dei test era stato spostato al Muroc Army Air Field, nel deserto californiano: l'X-1 numero 2 in effetti era stato inviato direttamente a Muroc il 7 ottobre.
Il risultato di questa prima accensione in volo del motore RLM-11 fu positivo: nonostante un piccolo incendio del propulsore, che bruciò alcuni cavi e danneggiò parte della strumentazione, la Bell giudicò l'esperimento un successo; il pilota inoltre confermò la valutazione favorevole delle caratteristiche di manovrabilità del velivolo.
Tra il 20 dicembre 1946 e il 5 giugno 1947 Goodlin compì altri venti voli, sia motorizzati che in planata, con gli X-1 numero 1 e numero 2 (l'X-1 numero 1 aveva raggiunto il numero 2 a Muroc all'inizio dell'aprile 1947 e compì il suo primo volo a motore il 10 dello stesso mese). L'addetto alla supervisione della Bell, oltre a Walt Williams e Joel Baker per la NACA, era questa volta Richard Frost.
Con ciò si concludeva ufficialmente l'obbligo contrattuale della Bell di dimostrare l'efficienza in volo dell'aereo fino a Mach 0,8; sorsero allora delle controversie tra la Bell e l'USAAF a proposito dei costi per la prosecuzione del programma: con il termine della seconda guerra mondiale infatti, vennero tagliati drasticamente i fondi alle forze armate per la ricerca nel settore aeronautico. L'aviazione militare offrì alla compagnia privata un contratto a prezzo fisso che essa rifiutò, e quindi l'USAAF e la NACA decisero di proseguire le sperimentazioni in volo per conto proprio, portando avanti autonomamente i test che sarebbero presto culminati nel superamento della velocità del suono.
Quando, nel giugno 1947, gli X-1 vennero ceduti dalla Bell all'USAAF, il primo velivolo aveva al suo attivo diciannove voli effettuati ai comandi di Woolams e Goodlin, mentre il secondo ne aveva portati a termine diciotto ai comandi di Goodlin e Alvin "Tex" Johnston; di questi ventitré erano stati voli a motore e quattordici semplici planate. L'aereo aveva raggiunto una velocità massima pari a Mach 0,82 e aveva dimostrato di poter reggere sollecitazioni fino a 8,7 g; il motore a razzo si era dimostrato piuttosto affidabile e i dati raccolti avevano confermato le informazioni che la NACA già possedeva.
L'aeronautica militare preparò quindi un programma, basato sull'X-1 numero 1 (dotato di superfici aerodinamiche più sottili rispetto al numero 2, e dunque capace di velocità maggiori), il cui obiettivo era quello di sfruttare al massimo, e quanto più rapidamente possibile compatibilmente con le necessarie considerazioni relative alla sicurezza, il potenziale del velivolo in termini di velocità; le ricerche successive si sarebbero concentrate sull'esplorazione del volo in alta quota. La NACA, dal canto suo, continuò a svolgere la pianificazione dei voli, la raccolta dei dati e la loro analisi.

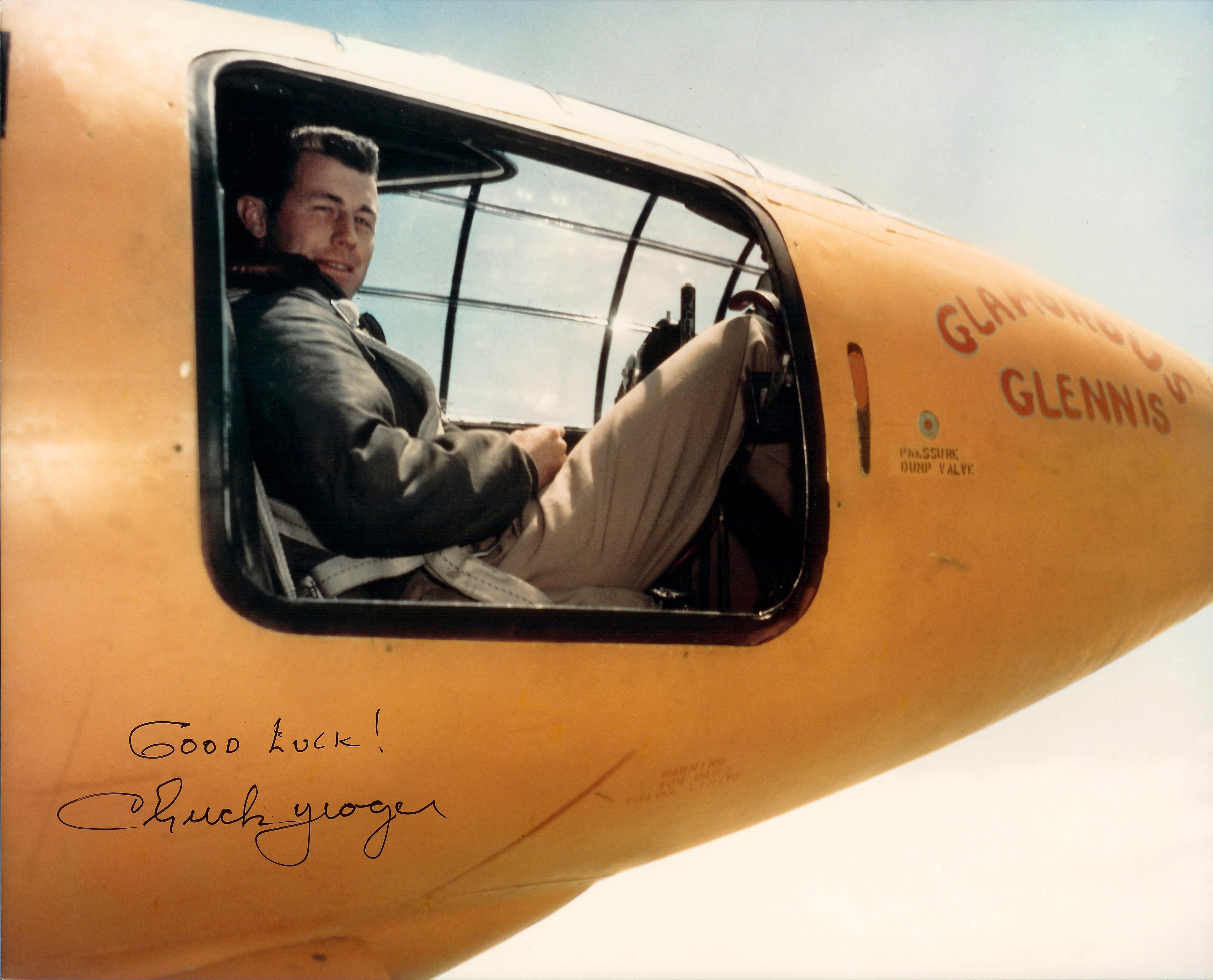
Chuck Yeager a bordo del Bell X-1 numero 1, soprannominato, come gli altri aerei a lui assegnati, Glamorous Glennis in onore della moglie, nel settembre 1947. L'aereo era stato inizialmente dipinto di arancione in funzione antimimetica, ma più tardi si scoprì che la massima visibilità per gli osservatori era garantita da una livrea bianca.

La squadra della Air Force Flight Test Division (la divisione per il volo sperimentale dell'aeronautica militare) di Wright Field lavorava sotto la supervisione del maggiore Roberto L. "Bob" Cardenas e del capitano Jackie L. "Jack" Ridley; il primo pilota era l'asso della seconda guerra mondiale capitano Charles "Chuck" Yeager, mentre il tenente Robert A. "Bob" Hoover faceva da pilota di riserva. Richard Frost della Bell conservò un ruolo come consulente civile per il programma.
La NACA, parallelamente, sviluppò per l'X-1 numero 2 un dettagliato programma di voli il cui obiettivo era quello di raccogliere dati esaustivi sul regime transonico per rendere possibili applicazioni su scala industriale. La squadra della NACA, composta da ventisette persone (tra cui Walt Williams e i piloti Herbert H. Hoover e Howard C. Lilly), venne denominata ufficialmente Muroc Flight Test Unit il 7 settembre 1947 e ricevette in consegna l'X-1 numero 2 in ottobre. L'ambiente competitivo tipico dei piloti collaudatori dell'epoca presto creò una rivalità tra gli aviatori NACA e USAAF, diventata forza armata autonoma il 18 settembre assumendo l'attuale nome di United States Air Force. Negli anni successivi United States Navy e NACA, legate fortemente da accordi di collaborazione, rivaleggiarono a colpi di record con i team di collaudo e ricerca USAF, pur in uno spirito di completa condivisione dei risultati scientifici che tanto avrebbe influito sulla prevalenza teorica e tecnologica dell'aviazione statunitense nei decenni successivi.
Yeager compì il primo volo motorizzato dell'Air Force con l'aereo numero 1 (che egli stesso aveva soprannominato Glamorous Glennis, "Affascinante Glennis", con riferimento alla moglie) il 29 agosto 1947, dopo aver portato a termine tre voli planati; la prima accensione del motore a razzo portò l'X-1 a Mach 0,85. Durante i successivi sei voli Yeager riscontrò problemi legati a forti vibrazioni e instabilità intorno all'asse di beccheggio e all'ottavo volo, il 10 ottobre, perse completamente il controllo del beccheggio a causa della formazione di un'onda d'urto in prossimità dell'equilibratore; le analisi dei dati di volo successive all'atterraggio mostrarono che in quell'occasione l'X-1 aveva raggiunto una velocità di Mach 0,997, ma era impossibile procedere ulteriormente senza aver risolto il problema della controllabilità del velivolo. Ridley – pilota, ingegnere di volo e amico di Yeager – riuscì allora a convincerlo a rinunciare a impiegare l'equilibratore a velocità transoniche e a tentare di controllare l'aereo variando leggermente il calettamento (ovvero l'angolo rispetto all'orizzontale) dell'intero stabilizzatore mobile.
I preparativi per il nono volo dell'X-1 con personale dell'aeronautica militare iniziarono alle ore 06:00 di martedì 14 ottobre 1947, quando tecnici ed ingegneri al Muroc Army Air Field cominciarono le operazioni per alloggiare il velivolo sperimentale nel vano bombe di un B-29, che decollò poi alle 10:00. A circa 1 500 m Yeager prese posto nell'abitacolo del piccolo aereo dipinto in arancione, il quale alle 10:26, a circa 6 100 m d'altezza, venne sganciato dal bombardiere. Subito Yeager azionò l'endoreattore che lo portò sempre più in alto e sempre più velocemente. A Mach 0,85, la massima velocità raggiunta in galleria del vento, il capitano spense due delle quattro camere di combustione del motore per verificare che i comandi rispondessero ancora; giunto a circa 12 200 m ne riaccese una e manovrò l'X-1 per riguadagnare il volo orizzontale. A 13 106 o 13 716 m di altitudine l'indicatore della velocità massima si fermò a Mach 1,06, facendo diventare l'X-1 e il capitano Yeager il primo aereo e il primo uomo a superare la velocità del suono in volo orizzontale nella storia dell'aviazione. Questo, oltre a dimostrare che (a patto di adottare i necessari accorgimenti) la "barriera del suono" non costituiva un ostacolo reale all'incremento delle prestazioni degli aeroplani, costituì un primo importante passo verso nuovi programmi aerospaziali sperimentali che gli Stati Uniti avrebbero portato avanti specialmente negli anni cinquanta e sessanta.
Nel 1948, in riconoscimento degli sforzi culminati nel primo volo supersonico della storia, Yeager, John Stack e Lawrence "Larry" Bell (fondatore dell'omonima ditta) furono premiati dalla National Aeronautic Association con il Collier Trophy, per l'occasione conferito direttamente dal presidente Harry Truman alla Casa Bianca. L'assegnazione del premio fu accompagnata da queste parole, scritte dal comitato che presiedeva all'assegnazione del Collier Trophy: «Un risultato epocale nella storia mondiale dell'aviazione – il più grande dopo il primo volo del biplano dei fratelli Wright, quarantacinque anni fa».
L'X-1 numero 1 continuò a compiere voli sperimentali: nel corso di uno di essi, il 26 marzo 1948, ai comandi di Yeager, raggiunse la velocità massima di 1 540 km/h, pari a Mach 1,45; in un'altra occasione, l'8 agosto 1949, pilotato dal maggiore Frank K. "Pete" Everest, Jr., raggiunse un record non ufficiale di quota toccando i 21 916 m (71 902 ft). L'ultimo volo del numero 1, con Yeager ai comandi, avvenne il 12 maggio 1950; l'aereo venne in seguito portato a Washington per essere esposto nel museo della Smithsonian Institution.
L'X-1 numero 2, nelle mani degli uomini della NACA a Muroc, effettuò una serie di voli che consentirono di raccogliere i dati necessari per svolgere un'analisi estremamente dettagliata e metodica dei fenomeni aerodinamici legati al volo a velocità transoniche. In seguito sarebbe stato convertito allo standard X-1E e sarebbe tornato a volare alla fine del 1955.
Un terzo X-1 della versione di base, che si differenziava dai due velivoli precedenti per il suo sistema di alimentazione dei motori, dotato di turbopompe per il propellente, completò un unico volo libero (una planata) il 20 luglio 1951, ai comandi del pilota della NACA Joseph Cannon, prima di andare distrutto in un incidente a terra il 9 novembre dello stesso anno nella base che dall'anno prima, il 1950, aveva abbandonato il nome di Muroc Army Air Field per essere ridesignata Edwards Air Force Base.

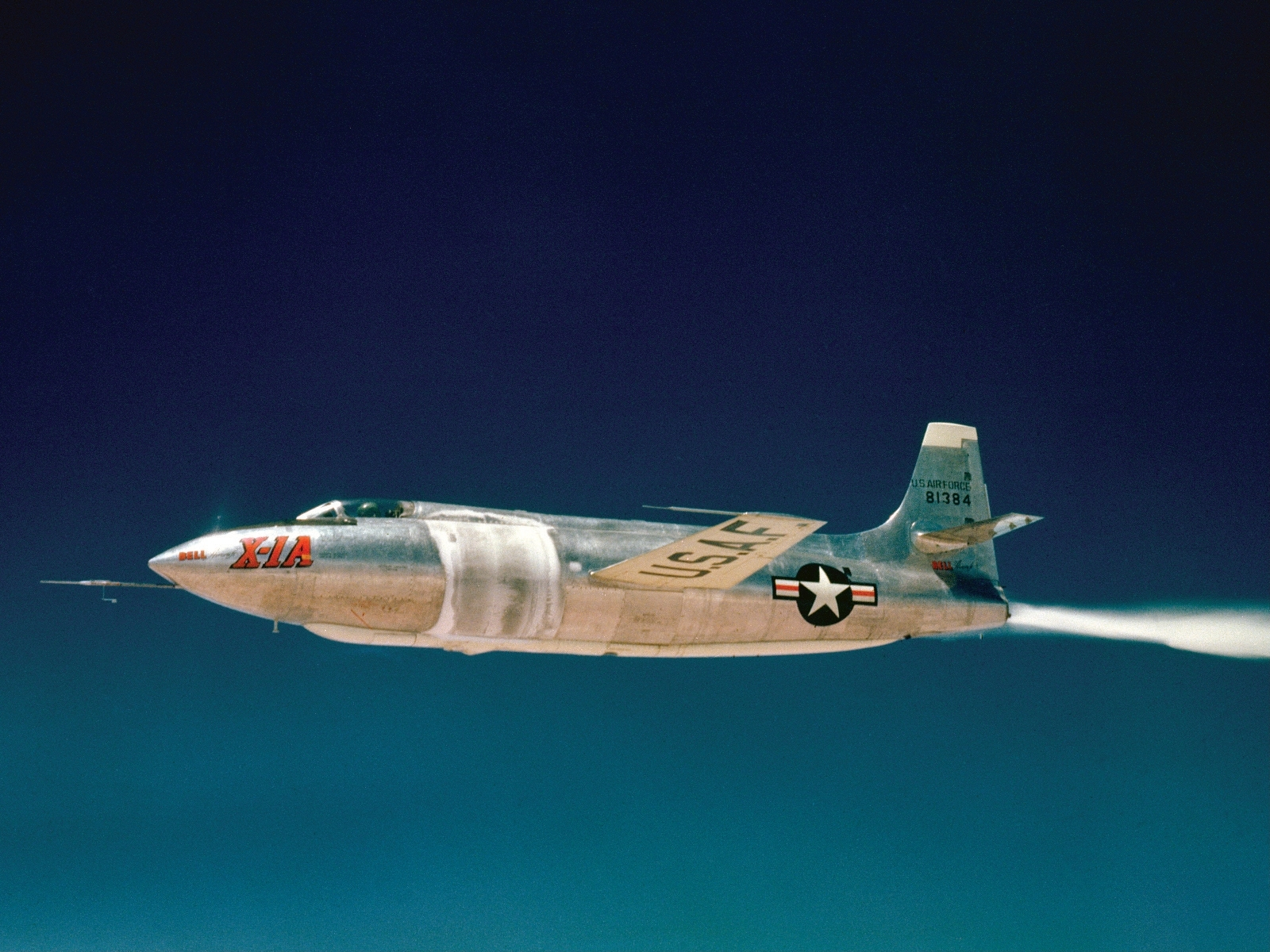
Il Bell X-1A in volo.

### La seconda generazione
Al fine di estendere gli esperimenti che avevano coinvolto gli X-1 della prima generazione fino a oltre il doppio della velocità del suono e ad altitudini di oltre 25 000 m, portando avanti anche ricerche sulla stabilità e il controllo del volo ad alta velocità oltre che sul riscaldamento aerodinamico, nel novembre 1947 l'aeronautica militare statunitense autorizzò l'inizio di una serie di studi che avrebbero condotto a un contratto (W-33-038-ac-20062) con cui la Bell si impegnava a sviluppare una seconda serie significativamente modificata di quattro X-1, che sarebbero stati identificati da altrettante lettere in progressione alfabetica: X-1A, X-1B, X-1C, X-1D (il progetto dell'X-1C, pensato per testare sistemi d'arma alle alte velocità, venne cancellato prima del completamento dell'aereo).
I tre aeroplani che vennero effettivamente costruiti, quasi identici tra di loro, avevano un aspetto esteriore piuttosto simile a quello dei loro immediati predecessori ma se ne differenziavano per una serie di dettagli importanti: erano 1,52 m (5 ft) più lunghi e 1 134 kg (2 500 lbs) più pesanti, montavano ali con uno spessore dell'8%, avevano un nuovo cupolino che garantiva al pilota una migliore visibilità e che consentiva l'accesso all'abitacolo sollevandosi, montavano una nuova turbopompa di alimentazione, avevano autonomia maggiore, un carrello irrobustito e una diversa configurazione della fusoliera. Il disegno dell'ala e dei piani di coda era immutato, mentre il propulsore era lo stesso, ma nella versione XLR-11-RM-5 anziché XLR-11-RM-3.
I tre nuovi X-1 furono pronti per la fine del 1950.

#### X-1D
Il primo ad essere completato a volare fu in realtà l'X-1D, che raggiunse la Edwards AFB nel luglio 1951. Il ruolo di ricerca a cui l'X-1D, caratterizzato da una turbopompa a bassa pressione, era stato destinato era incentrato sullo studio dello scambio di calore dovuto all'attrito della superficie dell'aereo con l'aria ad alta velocità. Il pilota collaudatore della Bell Jean L. "Skip" Ziegler compì il primo e unico volo libero dell'X-1D il 24 luglio: il velivolo fu sganciato da un Boeing EB-50 sulla verticale del Rogers Dry Lake e, dopo una planata senza motore di nove minuti, atterrò danneggiandosi a causa della rottura della gamba anteriore del carrello. In seguito alle riparazioni il velivolo fu di nuovo pronto a volare il 22 agosto, quando decollò a bordo dell'EB-50 per una nuova missione; mentre l'aereo-madre prendeva quota il colonnello Everest, il pilota dell'X-1D per l'USAF, notò che l'indicatore della pressione dell'azoto sul pannello strumenti dell'X-1 segnava un valore estremamente basso e per questo motivo egli, insieme agli ingegneri della Bell a bordo dell'EB-50, decise di annullare la missione; Everest iniziò a scaricare il carburante dell'X-1, ma poco dopo avvenne un'esplosione nella parte posteriore dell'aereo, che si incendiò; il pilota uscì immediatamente dall'X-1, che venne sganciato e precipitò per meno di un minuto, seguito da una scia di fumo, prima di schiantarsi al suolo un paio di miglia a ovest dell'estremità meridionale del Rogers Dry Lake.

#### X-1A

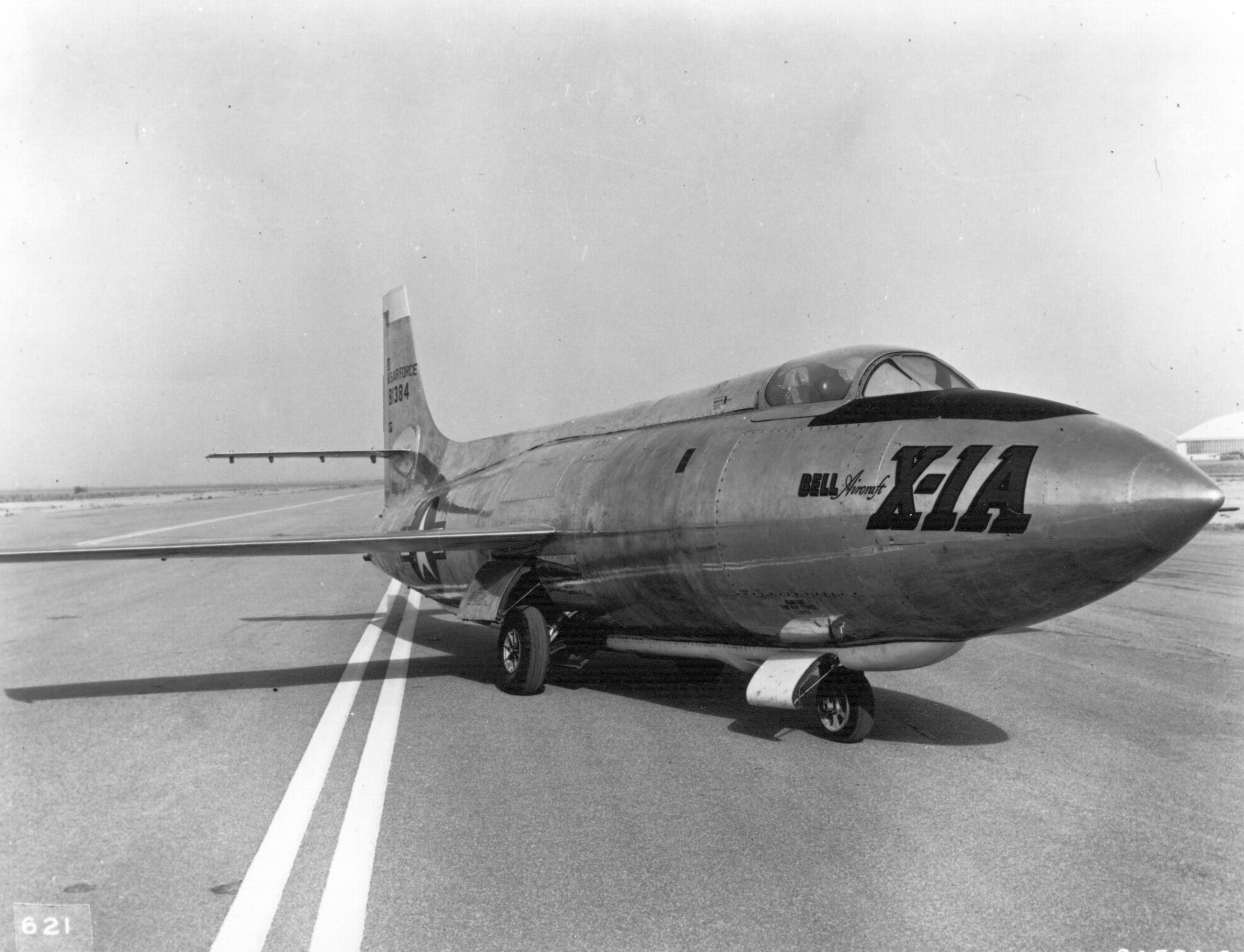
Il Bell X-1A a terra.

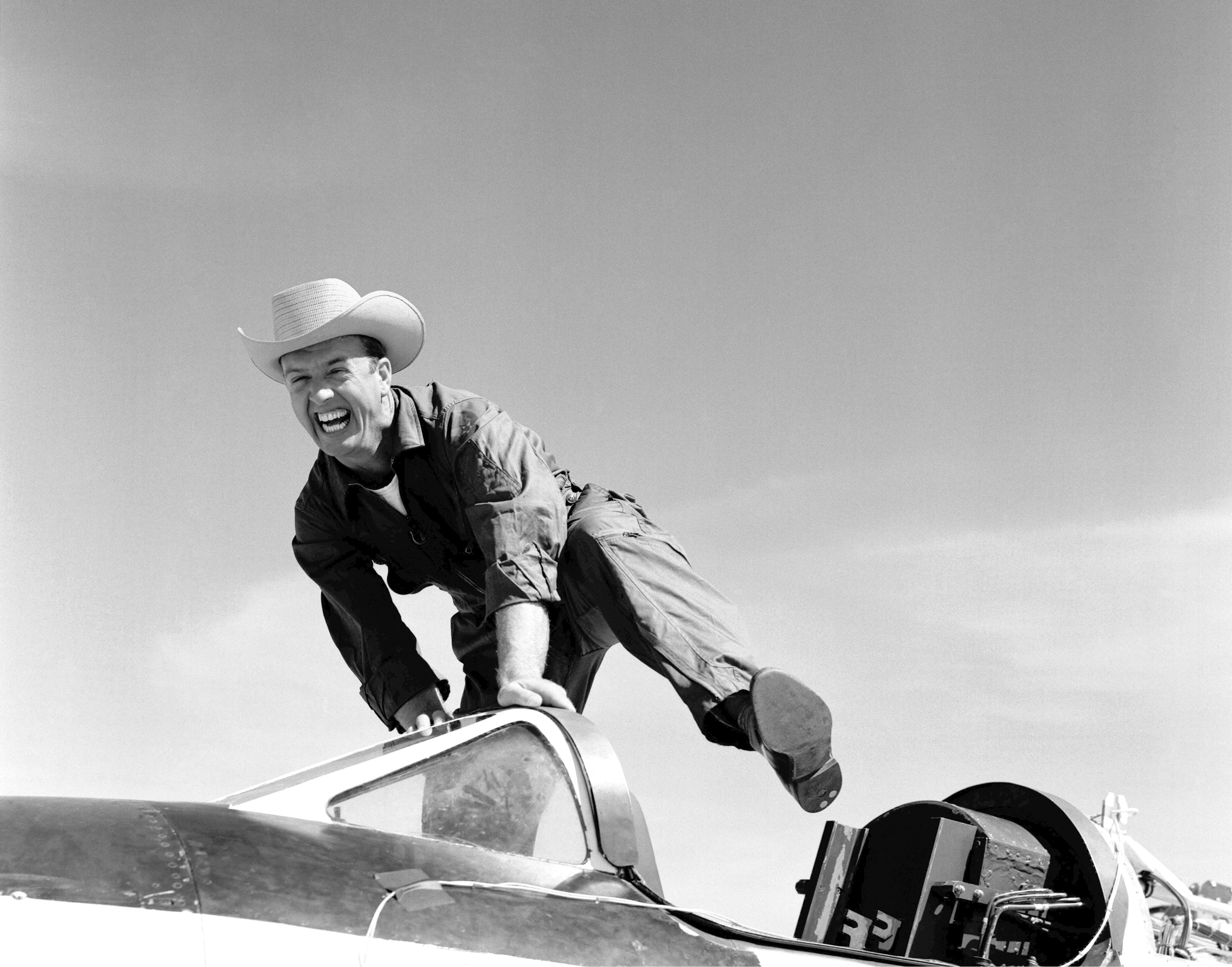
Il pilota della NACA Joe Walker e l'X-1A nel 1955. Walker morirà in un incidente di volo nel 1966, quando il suo Lockheed F-104 Starfighter entrerà in collisione con il prototipo del North American XB-70 Valkyrie.

L'X-1A giunse alla Edwards AFB il 7 gennaio 1953 e compì i suoi primi due voli a motore spento ai comandi di Ziegler il 14 e il 20 febbraio; lo stesso pilota condusse l'aereo nel suo primo volo motorizzato il giorno successivo, 21 febbraio; durante questa missione una spia sul pannello strumenti nell'abitacolo segnalò un incendio del motore: Ziegler, che aveva acceso tre camere di combustione, le spense e scaricò il carburante per poi planare e atterrare, scoprendo in seguito che si era trattato di un falso allarme.
Ziegler compì diversi altri voli a bordo dell'X-1A prima del 25 aprile 1953, raggiungendo una velocità massima di Mach 0,94. L'aereo venne poi inviato allo stabilimento Bell di Wheatfield per subire una serie di modifiche. "Skip" Ziegler morì il 12 maggio 1953 a causa dell'incidente in volo che distrusse il Bell X-2 numero 2. Sul prototipo, mentre era attaccato all'aereo madre, esplose improvvisamente il serbatoio dell'ossigeno e velivolo e pilota precipitarono nel lago Ontario dalla quota di 6 000 metri. La Bell venne quindi a trovarsi priva di piloti collaudatori esperti e chiese all'aeronautica militare di proseguire gli studi. L'X-1A venne restituito all'USAF e ricominciò a volare il 21 novembre 1953. Ai comandi venne messo Yeager, che nel frattempo era stato promosso maggiore, voluto personalmente da Larry Bell che voleva affidare l'attività al più esperto tra i collaudatori, stante anche l'assenza di seggiolini eiettabili. Quel giorno l'aereo compì il suo primo volo supersonico, raggiungendo Mach 1,15.
Nel novembre 1953 la NACA, utilizzando un Douglas D-558-2 Skyrocket, aveva superato con Albert Scott Crossfield per la prima volta nella storia Mach 2. Diventò quindi obiettivo della Bell e dell'USAF riprendersi il record di velocità e i voli successivi dell'X-1A si focalizzarono sull'esplorazione delle potenzialità dell'aereo in termini di velocità e sulla verifica delle sue caratteristiche di stabilità e controllabilità in volo ad alte velocità: Yeager battezzò scherzosamente la serie di test «operazione pianto della NACA».
L'8 dicembre Yeager raggiunse Mach 1,9 a 18 288 m (60 000 ft), e constatò che avvicinandosi a Mach 2 la stabilità dell'X-1A in imbardata peggiorava considerevolmente (gli studi in galleria del vento avevano consentito agli ingegneri della Bell di prevedere questo effetto e Yeager era stato avvertito di manovrare i comandi con estrema cautela man mano che aumentava la velocità).
Quattro giorni più tardi, il 12 dicembre 1953, sempre con Yeager ai comandi l'X-1A raggiunse il record di velocità (non ufficiale) di Mach 2,44 a un'altezza di 22 860 m (75 000 ft); a un certo punto l'aereo iniziò a rollare lentamente verso sinistra e, appena Yeager iniziò a correggere l'assetto, il velivolo rollò bruscamente a destra picchiando contemporaneamente verso terra: si trattava di un comportamento tipico dell'allora ancora poco noto fenomeno dell'accoppiamento inerziale. Il pilota, sballottato nell'abitacolo e sottoposto ad accelerazioni di 8 g mentre l'aereo aveva perso la stabilità su tutti e tre gli assi, perse conoscenza; l'X-1A precipitò fino a che riguadagnò una zona di atmosfera dove l'aria più densa rallentò i movimenti scomposti dell'aereo; Yeager rinvenne e, dopo essere sceso ad una quota di circa 7 620 m (25 000 ft) in 70 secondi, riprese gradualmente il controllo del velivolo. Le analisi dei dati successive all'atterraggio a Edwards mostrarono che il fenomeno dell'accoppiamento inerziale (previsto teoricamente da molto tempo, ma mai riscontrato praticamente prima di allora) si era verificato a 2 594 km/h e 22 616 m (74 200 ft). Il prototipo entrò in vite e perse 15 500 m di quota in 51 secondi. Yeager "era sopravvissuto per puro istinto e purissima fortuna" secondo il suo stesso racconto. Ad ogni modo grande fu la gioia del team per aver fatto in tempo a "rovinare" le celebrazioni della NACA che pochi giorni dopo, il 17 dicembre, contava in occasione delle celebrazioni del cinquantesimo anniversario del volo dei fratelli Wright di festeggiare Crossfield come l'uomo più veloce del mondo. Il record di Yeager non venne registrato ufficialmente dalla Fédération Aéronautique Internationale, come tutti quelli ottenuti con gli X-1, in quanto ottenuti con un velivolo trasportato in quota e non decollato con i propri mezzi, ma comunque per l'importante e rischioso risultato sperimentale, Yeager ottenne dal presidente Dwight D. Eisenhower l'assegnazione dell'Harmon International Trophy di quell'anno.
In seguito alla missione del 12 dicembre, l'USAF decise di non compiere altri voli oltre Mach 2; l'X-1A sarebbe invece stato impiegato per esplorare il volo ad alta quota. Il maggiore Arthur L. "Kit" Murray fu selezionato per questa serie di voli in altitudine e il 26 agosto 1954 raggiunse la quota record di 27 566 m (90 440 ft).
Nel settembre del 1954 l'aereo venne consegnato dall'USAF alla NACA. Il pilota della NACA Joseph A. "Joe" Walker portò l'X-1A in volo il 20 luglio 1955; l'8 agosto, mentre il velivolo era ancora a bordo dell'aereo-madre e stava per intraprendere il suo secondo volo libero per la NACA (ventiseiesimo totale) avvenne un'esplosione: Walker fece appena in tempo a uscire dall'X-1A, che venne sganciato subito dopo e andò a schiantarsi nel deserto californiano. La causa delle esplosioni che avevano distrutto tanto l'X-1D quanto il terzo X-1 e l'X-1A venne poi identificata con la rottura di una guarnizione di cuoio a contatto con i serbatoi dell'ossigeno liquido.

#### X-1B

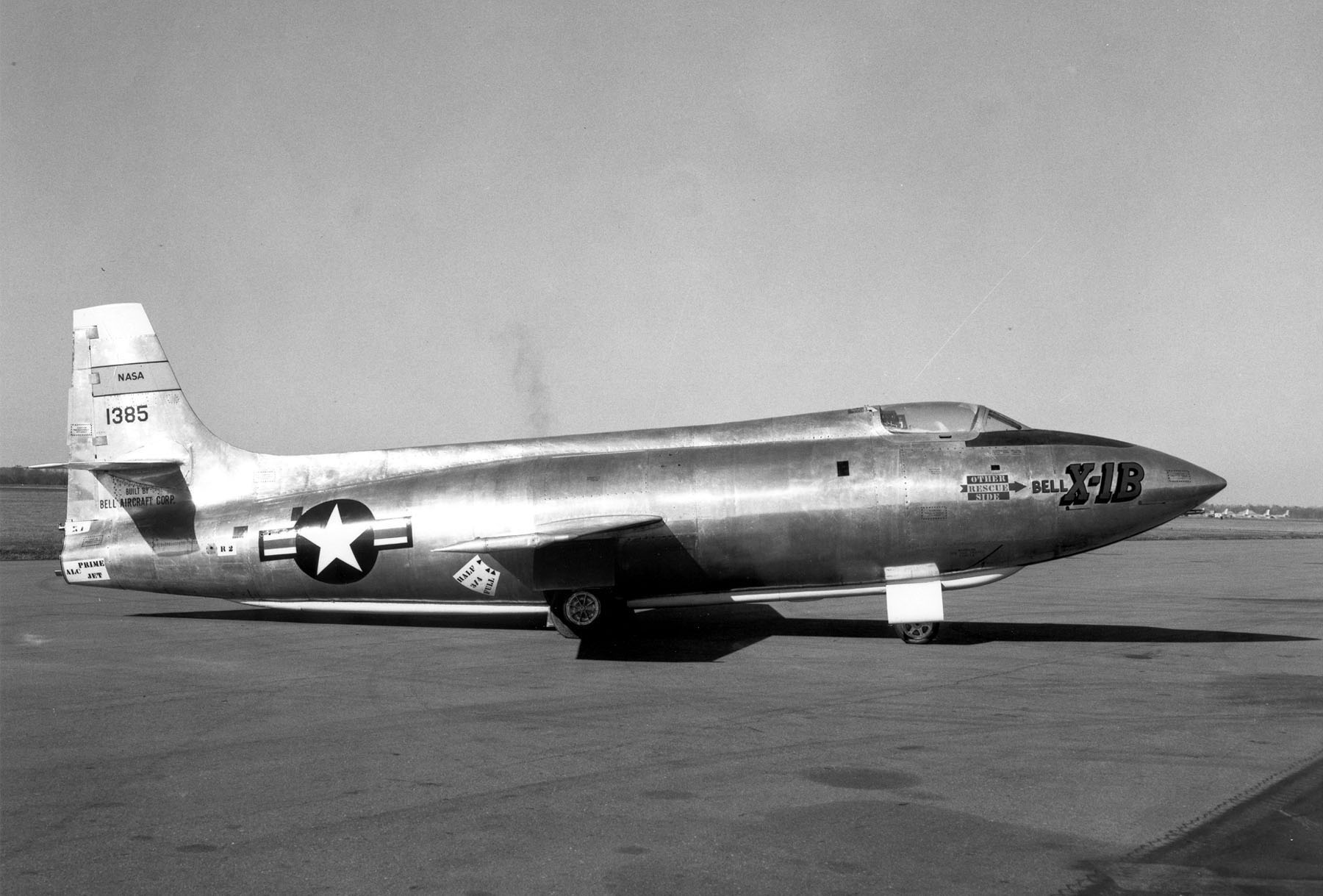
Il Bell X-1B.

L'X-1B era praticamente identico al predecessore; esso era originariamente destinato, come l'X-1A, a investigare la stabilità del volo ad alta velocità, ma fu pronto a volare solo dopo che l'X-1A ebbe già raggiunto le massime velocità e quote accessibili al modello; pertanto l'USAF lo impiegò solo per consentire ai piloti di familiarizzarsi con il suo pilotaggio prima di consegnarlo alla NACA. L'aereo giunse a Edwards il 20 giugno 1954; il primo volo planato avvenne il 24 settembre ai comandi del tenente colonnello Ridley, mentre l'8 ottobre il maggiore Murray portò in volo l'X-1B per la prima missione con i motori accesi. Il velivolo venne consegnato alla NACA il 3 dicembre.
L'aereo venne portato al Langley Research Center della NACA, in Virginia, dove venne dotato di una strumentazione speciale composta da sensori termici che avrebbe consentito di studiare a fondo il riscaldamento aerodinamico. L'X-1B compì i suoi voli di ricerca, nel corso dei quali raggiunse velocità superiori a Mach 1,8, a Edwards a partire dall'agosto 1955 (secondo un'altra fonte, l'agosto 1956): il pilota della NACA John B. "Jack" McKay compì le prime quattordici missioni, mentre l'allora sconosciuto Neil A. Armstrong portò in volo l'aereo per le ultime quattro volte. L'ultimo volo dell'X-1B, il ventisettesimo totale, avvenne il 23 gennaio 1958. Gli ultimi tre voli avvennero con le estremità alari allungate e con l'impiego di un rudimentale ma innovativo sistema di controllo a reazione (reaction control system) che, basato su piccoli getti alimentati da perossido di idrogeno, sarebbe poi servito come base per lo sviluppo dei sistemi di controllo dell'assetto da impiegare nel volo fuori dall'atmosfera terrestre.

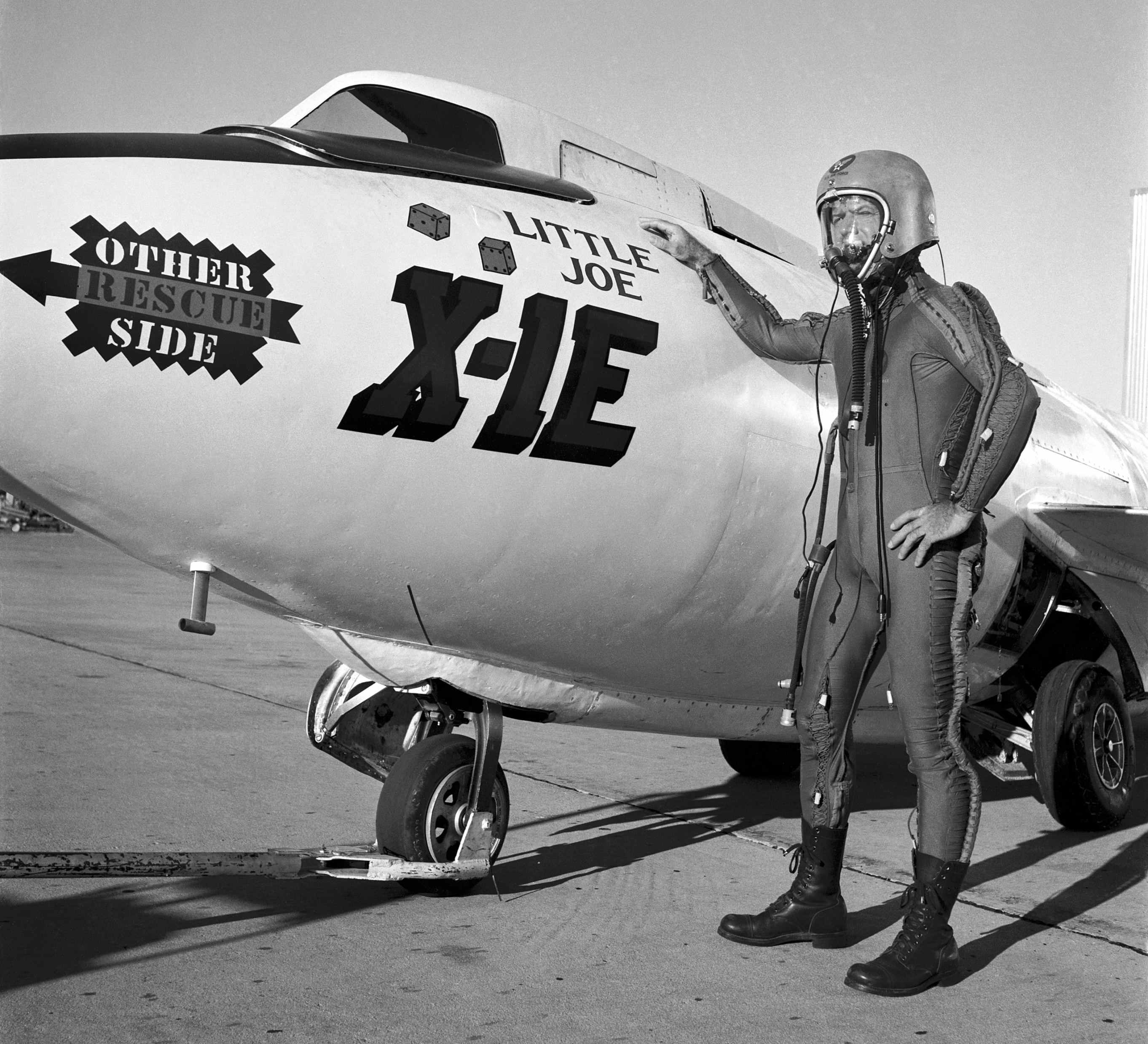
Il pilota della NACA Joe Walker, con indosso una tuta pressurizzata parziale (che serviva a proteggere il pilota in caso di perdite di pressione ad alta quota), di fronte all'X-1E. Walker avrebbe pilotato ventuno dei ventisei voli totali dell'X-1E.

### L'X-1E
La perdita dell'X-1D, del terzo X-1 e dell'X-1A non fermò la necessità della NACA di proseguire il programma sperimentale di voli ad alta velocità. A questo scopo, il secondo X-1 venne convertito allo standard X-1E: fornito di un cupolino migliorato, di un seggiolino eiettabile di prima generazione, di efficienti turbopompe a bassa pressione per l'alimentazione del motore e di un endoreattore LR-8-RM-5 (versione migliorata dell'XLR-11), il velivolo era caratterizzato soprattutto dalla nuova ala ulteriormente assottigliata, con uno spessore relativo del 4%.
Dopo una prima missione, il 3 dicembre 1955, in cui il tentativo di sganciare l'aereo in volo venne annullato, l'X-1E compì la sua prima planata ai comandi di Joe Walker il 12 dicembre, a Edwards. Durante il primo volo motorizzato, avvenuto il 15 dicembre, l'aereo raggiunse Mach 0,53 e 5 735 m (18 814 ft). Ben presto esso superò la velocità del suono, dimostrando che accoppiare ali supersottili ad un velivolo supersonico era possibile; l'X-1E raggiunse una quota massima di 22 390 m (73 458 ft) il 15 maggio 1957 e una velocità massima di Mach 2,24 l'8 ottobre seguente. Esso compì in totale ventisei voli.
Nell'autunno del 1958 vennero apportati al motore notevoli miglioramenti, che si riteneva avrebbero portato l'aereo a superare Mach 3. Vennero anche aggiunte delle pinne ventrali per migliorare la stabilità ad alta velocità ma, nel dicembre 1958, si decise di ritirare l'aereo dal servizio prima che venissero completati altri voli a causa di rotture dei serbatoi di carburante dovute all'usura.

## Versioni
- X-1: tre esemplari[2] (noti come "numero 1", "numero 2", "numero 3", o con i rispettivi numeri di matricola 46-062, 46-063, 46-064).[14]
- X-1A: un esemplare (matricola 48-1384)[31] andato distrutto l'8 agosto 1955.[30]
- X-1B: un esemplare[30] (matricola 48-1385).[40]
- X-1C: pensato per testare sistemi d'arma alle alte velocità, il progetto venne cancellato prima del completamento dell'aereo.[30]
- X-1D: un esemplare (matricola 48-1386)[40] andato distrutto poco prima di iniziare il suo primo volo a motore.[30]
- X-1E: un esemplare, ottenuto modificando l'X-1 numero 2 (matricola 46-063).[34][42]

|                              | Bell X-1                   | Bell X-1A            | Bell X-1B            | Bell X-1D                    | Bell X-1E                 |
| ---------------------------- | -------------------------- | -------------------- | -------------------- | ---------------------------- | ------------------------- |
| Esemplari                    | 3                          | 1                    | 1                    | 1                            | 1 (X-1 46-063 modificato) |
| Matricola                    | 46-062, 46-063, 46-064     | 48-1384              | 48-1385              | 48-1386                      | 46-063                    |
| Lunghezza                    | 9,42 m (30 ft 11 in)       | 10,85 m (35 ft 7 in) | 10,85 m (35 ft 7 in) | 10,85 m (35 ft 7 in)         | 9,45 m (31 ft 0 in)       |
| Apertura alare               | 8,53 m (28 ft 0 in)        | 8,53 m (28 ft 0 in)  | 8,53 m (28 ft 0 in)  | 8,53 m (28 ft 0 in)          | 6,96 m (22 ft 10 in)      |
| Altezza                      | 3,3 m (10 ft 10 in)        | 3,25 m (10 ft 8 in)  | 3,25 m (10 ft 8 in)  | 3,25 m (10 ft 8 in)          | 3,3 m (10 ft 10 in)       |
| Peso carico                  | 5 912 kg (13 034 lbs)      | 7 525 kg(16 590 lbs) | 7 525 kg(16 590 lbs) | 7 525 kg(16 590 lbs)         | 6 690 kg (14 750 lbs)     |
| Motore                       | XLR-11-RM-3                | XLR-11-RM-5          | XLR-11-RM-5          | XLR-11-RM-5                  | LR-8-RM-5                 |
| Velocità max                 | Mach 1,45                  | Mach 2,44            | oltre Mach 1,8       | (subsonica)                  | Mach 2,24                 |
| Quota max                    | 21 916 m (71 902 ft)       | 27 566 m (90 440 ft) | N.D.                 | N.D. (circa 6 000 o 7 000 m) | 22 390 m (73 458 ft)      |
| Primo volo libero (planato)  | 25 gennaio 1946 (numero 1) | 14 febbraio 1953     | 24 settembre 1954    | 24 luglio 1951               | 12 dicembre 1955          |
| Primo volo libero (a motore) | 9 dicembre 1946 (numero 1) | 21 febbraio 1953     | 8 ottobre 1954       | (mai)                        | 15 dicembre 1955          |
| Ultimo volo libero           | 20 luglio 1951 (numero 3)  | 20 luglio 1955       | 23 gennaio 1958      | 24 luglio 1951               | N.D. (1957 o 1958)        |
| Voli totali                  | 157                        | 25                   | 27                   | 1                            | 26                        |

## Utilizzatori
Stati Uniti
- National Advisory Committee for Aeronautics
- United States Army Air Force/United States Air Force

## Esemplari attualmente esistenti
Tutti e tre i velivoli sopravvissuti all'impiego sperimentale sono esposti al pubblico: il primo X-1 è conservato nel National Air and Space Museum della Smithsonian Institution di Washington, appeso al soffitto nell'ala dedicata alle pietre miliari della storia dell'aviazione (Milestones of Flight). L'X-1B è in mostra al National Museum of the United States Air Force di Dayton, Ohio. L'X-1E fa invece da gate guardian di fronte al Dryden Flight Research Center della NASA sito presso la Edwards Air Force Base.

## Il Bell X-1 nella cultura di massa
Un Bell X-1, per l'occasione dipinto in parte di arancione e in parte di bianco, riveste un ruolo importante nel film Il pilota razzo e la bella siberiana (Jet Pilot), dove viene usato per simulare un segreto aereo da caccia sperimentale sovietico che deve essere testato dal protagonista, interpretato da John Wayne, ma che invece il pilota utilizza per sfuggire alle autorità sovietiche. Diverse scene furono girate sia a terra, con il velivolo appeso al ventre dell'EB-50, che in volo, durante le quali il reale pilota fu lo stesso Chuck Yeager. Le scene furono girate nel 1950, ma il film uscì nelle sale solo nel 1957.
La scena del decollo dell'EB-50 trasportante l'X-1 fu ripresa nel film Uomini veri (The Right Stuff) del 1983, dove i primi venti minuti trattano dell'impresa compiuta da parte del velivolo. Per le scene a terra furono costruiti simulacri a grandezza naturale dell'X-1 e del successivo X-1A, mentre per quelle in volo si ricorse a modelli in scala. Chuck Yeager, impersonato da Sam Shepard, è uno dei personaggi principali del film ed appare in persona in un cameo.

### Annotazioni
1. ↑  Si ritiene che altri voli pilotati anteriori a quello di Yeager del 14 ottobre 1947 abbiano potuto superare la velocità del suono, benché solamente in picchiata e senza la conferma di misurazioni adeguatamente documentate; in particolare, risulta altamente probabile che il pilota collaudatore della North American Aviation George Welch abbia compiuto una serie di voli che superarono di poco Mach 1 lanciandosi in picchiata a bordo del prototipo di aereo da caccia North American XP-86 a partire dal 1º ottobre 1947; il primo volo di Welch e dell'XP-86 a superare Mach 1 con la conferma dei teodoliti radar ad alta precisione della NACA comunque avvenne solo il 13 novembre. Si veda (EN) Al Blackburn, Mach Match, su AirSpaceMag.com, gennaio 1999. URL consultato il 15 gennaio 2013 (archiviato dall'url originale il 30 luglio 2013)..
2. ↑  Per "velocità transoniche" si intendono i regimi compresi tra il numero di Mach critico inferiore e circa cinque quarti della velocità del suono, ovvero tra circa Mach 0,75 e circa Mach 1,25, dove la velocità del suono stessa corrisponde a Mach 1; la velocità del suono varia a seconda di diversi parametri, scendendo in particolare da circa 340 m/s al livello del mare a 295 m/s a 12 000 m: pertanto, si preferisce indicare con Mach 1 la velocità del suono a una data quota. Si veda Hallion 2010, p. 223.
3. ↑  In regime supersonico, la velocità del flusso è ovunque (tranne in una sottile zona aderente al corpo chiamata strato limite) maggiore di Mach 1. Questa condizione si ottiene con una opportuna geometria del corpo che comporti la presenza di soli urti obliqui, evitando la formazione di urti normali e la conseguente presenza locale di flussi subsonici. In una galleria supersonica, oltre alla intrinseca difficoltà di generare un flusso supersonico privo di significative turbolenze, si somma la problematica relativa alla riflessione degli urti generati dal modello sulle pareti della camera di prova della galleria che, interferendo con quelli del modello, andrebbero ad alterare i risultati ottenuti. Si veda anche  Galleria aerodinamica, su Enciclopedia Treccani. URL consultato il 6 gennaio 2013..
4. ↑  A partire dal settembre 1947, l'aeronautica militare degli Stati Uniti sarebbe divenuta una forza armata indipendente dall'esercito (United States Army), passando da United States Army Air Forces a United States Air Force. Si veda Hallion 2010, p. 233.

### Fonti
1. 1 2 3 4 5 6 7  (EN) Bell X-1 "Glamorous Glennis", su Smithsonian NASM Milestones of Flight. URL consultato il 3 dicembre 2012 (archiviato dall'url originale il 27 dicembre 2012).
2. 1 2 3 4 5 6 7  Jenkins, Landis, Miller 2003, p. 5.
3. 1 2 3 4 5 6 7 8 9 10 11 12 13 14 15 16 17 18 19 20 21 22 23 24 25 26 27 28 29 30 31  Flight Summary Archiviato il 2 luglio 2017 in Internet Archive. in (EN) Marty Curry, The X-1 Research Airplane, su NASA Dryden Flight Research Center, 9 ottobre 2008. URL consultato il 3 dicembre 2012 (archiviato dall'url originale l'11 dicembre 2012).
4. ↑  Jenkins, Landis, Miller 2003, pp. 5, 6, 7.
5. 1 2 3 4 5 6 7 8 9 10 11  Technical Data Archiviato il 5 dicembre 2022 in Internet Archive. in (EN) Marty Curry, The X-1 Research Airplane, su NASA Dryden Flight Research Center, 9 ottobre 2008. URL consultato il 3 dicembre 2012 (archiviato dall'url originale l'11 dicembre 2012).
6. ↑  Hallion 2010, pp. 224-225.
7. ↑  (EN)   Ernst Heinrich Hirschel, Horst Prem, Gero Madelung, Aeronautical Research in Germany: From Lilienthal until Today, Springer, 2004, ISBN 978-3-540-40645-7.
8. ↑  (EN) Engineer in charge – Chapter 11, su NASA Langley Research Center. URL consultato il 25 gennaio 2013.
9. 1 2  Hallion 2010, pp. 225-226.
10. ↑  Hallion 2010, pp. 227-229.
11. ↑  Hallion 2010, p. 230.
12. ↑  Hallion 2010, pp. 231-233.
13. 1 2  Hallion 2010, p. 233.
14. 1 2 3 4 5 6 7  Background Archiviato il 9 aprile 2020 in Internet Archive. in (EN) Marty Curry, The X-1 Research Airplane, su NASA Dryden Flight Research Center, 9 ottobre 2008. URL consultato il 22 dicembre 2012 (archiviato dall'url originale l'11 dicembre 2012).
15. 1 2   Giuseppe Dicorato (a cura di), Storia dell'aviazione, Volume 5, Milano, Fratelli Fabbri, 1973,  p. 824.
16. 1 2 3  (EN) Marty Curry, The X-1 Research Airplane, su NASA Dryden Flight Research Center, 9 ottobre 2008. URL consultato il 3 dicembre 2012 (archiviato dall'url originale l'11 dicembre 2012).
17. ↑  NACA Contributions Archiviato il 9 aprile 2020 in Internet Archive. in (EN) Marty Curry, The X-1 Research Airplane, su NASA Dryden Flight Research Center, 9 ottobre 2008. URL consultato il 23 dicembre 2012 (archiviato dall'url originale l'11 dicembre 2012).
18. 1 2  Boroli e Boroli 1978, p. 192.
19. ↑   Glenn Bryner, A Tribute to Robert H Goddard – Rocket Scientist and Space Pioneer, su sites.google.com. URL consultato il 19 dicembre 2012 (archiviato dall'url originale il 13 novembre 2012).
20. ↑  Miller 2001, p. 2.
21. 1 2 3 4  Grant 2003, p. 268.
22. ↑  Grant 2003, p. 269.
23. 1 2 3 4 5 6 7  Luther 2007, p. 3.
24. 1 2 3 4 5 6 7   Elio Besostri (a cura di), Take Off – L'aviazione, Volume 4, Novara, Istituto Geografico De Agostini, 1988,  pp. 1037-1041.
25. ↑  Luther 2007, pp. 3-4.
26. 1 2 3 4  Luther 2007, p. 24.
27. 1 2 3  (EN) John D. Anderson, Jr, Research in Supersonic Flight and the Breaking of the Sound Barrier, su NASA History Program Office. URL consultato il 20 dicembre 2012.
28. 1 2 3 4 5  Luther 2007, p. 5.
29. ↑  Luther 2007, pp. 12-13.
30. 1 2 3 4 5 6 7  Jenkins, Landis, Miller 2003, p. 6.
31. 1 2 3 4 5 6  Luther 2007, p. 12.
32. 1 2  (EN) Bell X-1 Series Aircraft Description, su NASA Dryden Flight Research Center. URL consultato il 26 dicembre 2012.
33. ↑  Luther 2007, pp. 15-16.
34. 1 2 3 4 5 6 7 8 9 10 11 12  Luther 2007, p. 16.
35. ↑  (EN) XB-70A Crash, su Check-Six.com. URL consultato l'11 febbraio 2013.
36. 1 2 3 4 5 6  Luther 2007, p. 13.
37. ↑  Luther 2007, pp. 13-14.
38. ↑   John Batchelor; Malcom V. Lowe, Bell X-1, in Enciclopedia del volo, Volume 3, Vercelli, White Star, 2008,  p. 47.
39. 1 2 3 4 5 6 7  Luther 2007, p. 14.
40. 1 2 3 4 5 6 7 8 9 10 11  Luther 2007, p. 15.
41. 1 2 3  Luther 2007, p. 17.
42. 1 2 3 4  Jenkins, Landis, Miller 2003, p. 7.
43. 1 2 3 4  (EN) The Second Generation X-1 of the Bell X-1, su 456th Fighter Interceptor Squadron. URL consultato il 17 gennaio 2013 (archiviato dall'url originale il 26 aprile 2015).
44. 1 2 3 4 5 6  Miller 2001, pp. 21-35.
45. ↑  (EN)   James H. Farmer, Hollywood Goes To Edwards, in Air Classics, vol. 25, n. 8, agosto 1989,  p. 16.
46. ↑  (EN)   James H. Farmer, Filming the Right Stuff, in Air Classics, vol. 19, n. 12, dicembre 1983,  pp. 47-51.

### Pubblicazioni
- (EN) Dennins R. Jenkins, Tony Landis, Jay Miller, American X-Vehicles – An Inventory – X-1 to X-50 (PDF), in Aerospace History, nº 31, Washington, NASA History Office, giugno 2003.
- (EN) Tests With the XS-1, in Flight, Sutton, Surrey - UK, Reed Business Information Ltd., 13 novembre 1947,  p. 544. URL consultato il 17 dicembre 2012.